# Malbork
Malbork (łac. Mariaeburgum, Mariae castrum, Marianopolis, niem. Marienburg) – miasto powiatowe, w województwie pomorskim nad Nogatem. Siedziba powiatu malborskiego i gminy wiejskiej Malbork, w 1309–1457 stolica państwa zakonu krzyżackiego. Malbork leży na obszarze dawnej Pomezanii, w historycznych Prusach na ziemi malborskiej, a etnograficznie na Powiślu. Miasto królewskie położone było w II połowie XVI wieku w województwie malborskim.
Według danych GUS z 30 czerwca 2024 r., Malbork liczył 36 573 mieszkańców i był pod względem liczby ludności dziesiątym miastem w województwie pomorskim.

## Historia
Ślady osadnictwa w miejscu dzisiejszego Malborka datowane są na młodszą epokę kamienia. Intensywniejsze zasiedlenie nastąpiło w X wieku, gdy zbudowano niewielki gród w Malborku-Wielbarku. Po odzyskaniu Pomorza Wschodniego przez księcia Kazimierza Odnowiciela, z jego inicjatywy w XI wieku w pobliżu dzisiejszego Malborka zbudowano duży gród w Węgrach, przy którym rozwinął się największy na tym obszarze ośrodek handlowo-gospodarczy. W czasach panowania Bolesława Śmiałego Pomorze Wschodnie zostało utracone przez Polskę, a okoliczne ziemie znalazły się pod kontrolą lokalnych władców pomorskich. W połowie XII wieku gród w Węgrach został zniszczony przez plemiona pruskie i przestał istnieć, jednak część terenów położonych nad Nogatem została odzyskana przez książąt pomorskich. Za ich sprawą na prawym brzegu Nogatu powstał gród Zantyr. Na skutek polityki Sambora, jednego z dwóch braci księcia Świętopełka, Zantyr podarowano Zakonowi Krzyżackiemu w 1250. Około 1274 Krzyżacy zaczęli wznosić, częściowo z materiałów uzyskanych z rozbiórki starych zabudowań klasztornych grodu w Zantyrze, silnie ufortyfikowany zamek w dolnym biegu Nogatu. Budowany zamek i otaczające go miasto nazwano Marienburg, czyli zamek Marii, od imienia patronki Zakonu. W 1280 do zamku przeniesiono konwent zakonu z Zantyru.
Wraz z zamkiem powstawała osada, która w 1286 otrzymała prawa miejskie chełmińskie.

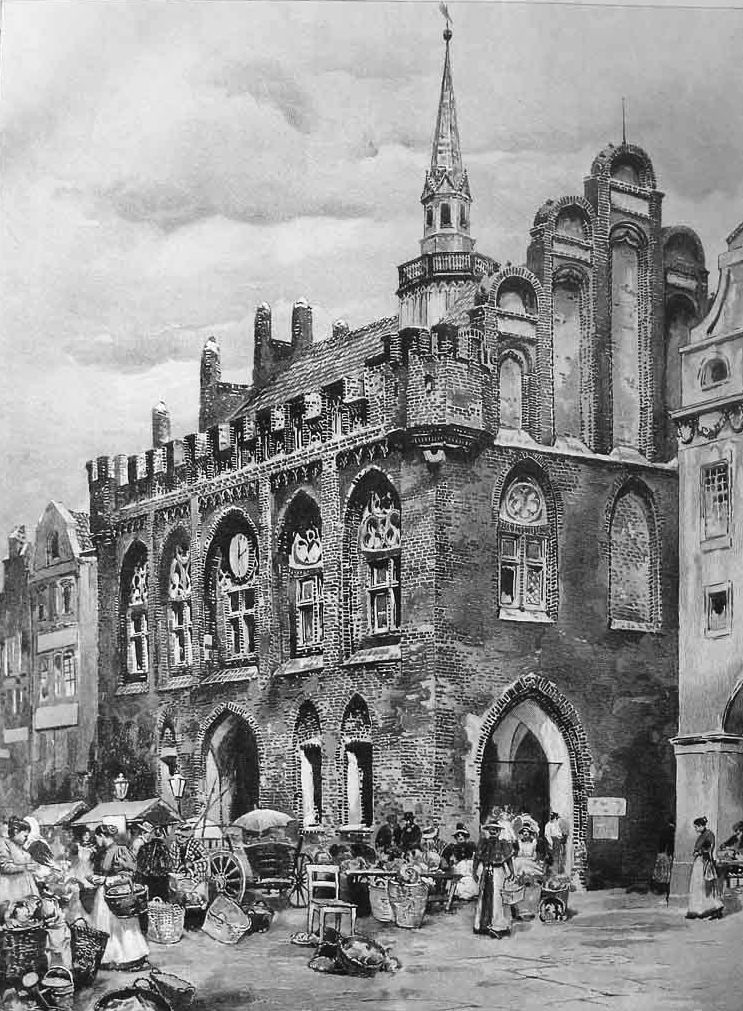
Ratusz w Malborku na drzeworycie z 1903 roku.

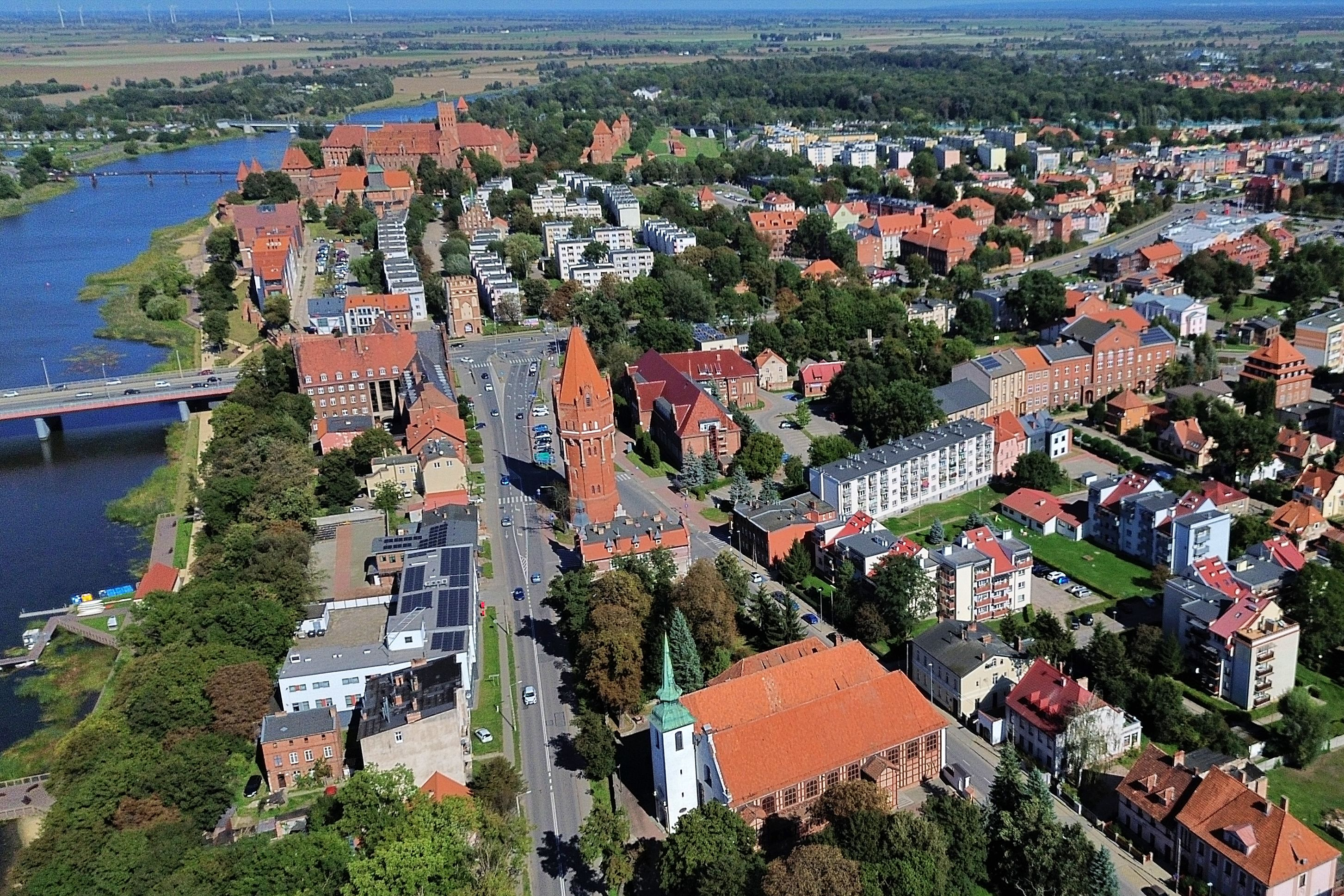
Teren Starego Miasta w Malborku (u dołu zdjęcia widoczny kościół MB Nieustającej Pomocy, u góry – zamek

Na wysoczyźnie górującej nad rzeką, na południe od terenów zamkowych, wytyczono działki dla osiedleńców. Późniejsza zabudowa ciągnęła się wzdłuż jednej ulicy, rozszerzającej się w połowie, tworząc w ten sposób rynek (szerokości ok. 30 m, a długości ok. 300 m). Domy o konstrukcji szkieletowej z podcieniami ustawiono szczytami w jego stronę. Jedna pierzeja, wschodnia, nosiła nazwę Wysokich Podcieni, zachodnia – Niskich Podcieni. Równolegle do rynku biegły ulice: na zachodzie – Schuhgasse, gdyż prowadziła do bramy nazywanej od czasów oblężeń szwedzkich Bramą Szewską, na wschodzie – Kratzhammer i Neustadt (wytyczone po 1380).
W północno-zachodniej części miasta usytuowana była fara pod wezwaniem św. Jana. Następnym ważnym obiektem był ratusz. Prawdziwa perła gotyckiej architektury municypalnej. Pierwsza wzmianka o malborskim ratuszu brzmiąca „auff dem Rathuze von der Stadt” (na ratuszu miejskim) pochodzi z 1365 roku.
Początkowo miasto posiadało niezbyt wysokie mury spięte basztami i wieżami bramnymi: Mariacką, czyli Sztumską, Garncarską (zwaną też Św. Ducha lub Elbląską) i Szewską. Od strony rzeki mury i wał wzmocniono skarpami. Od systemu obronnego zamku miasto oddzielała fosa i mur oporowy zapobiegający osuwaniu się ziemi. Zakaz stawiania z tej strony muru obronnego, wydany przez komtura, spowodowany był zamiarem roztoczenia całkowitej kontroli nad miastem, co znalazło swoje potwierdzenie w czasie późniejszej wojny trzynastoletniej i w czasie najazdów szwedzkich w XVII wieku. W latach 1352–1383 mury obronne miasta podwyższono, a w ciągu wschodnim wzmocniono je dodatkowo siedmioma basztami trójbocznymi, otwartymi od strony miasta.
Osadnicy napływali tu przez trzy ćwierćwiecza XIV wieku i stopniowo ich napływ ustawał. Miasto zyskało charakter rzemieślniczo-handlowy i rolniczy. Miasto rozwijało się dzięki dogodnemu połączeniu drogami wodnymi z Wisłą i Nogatem do Chełmna, Grudziądza, Torunia i Elbląga, a także do potężnego Gdańska. Malbork w XIV wieku był miastem średniej wielkości pod względem obszaru, jaki zajmował, jak zabudowy i gospodarki. Handlowano tu zbożem, drewnem, skórami, końmi i winem. Rozwijały się cechy piekarzy i rzeźników, dobre zaś warunki uprawy wynikały z doskonałej gleby i w miarę łagodnego klimatu, jaki panował w delcie Wisły i Nogatu.
Społecznością miejską rządziła siedmio-ośmioosobowa rada, na której czele stał burmistrz. W skład rady wchodził kompan, czyli zastępca burmistrza, a od 1416 zarządca skarbu (kamlarz). Naczelnikiem sądu był sołtys, który wraz z zastępcą przewodniczył dziesięcioosobowej ławie. W mieście było wówczas około 85 domów i 89 budynków gospodarczych.

Życie codzienne w tym czasie nie odbiegało od życia w innych podobnych miastach. W razie niebezpieczeństwa mieszczanom wydawano broń i zbroje z arsenału mieszczącego się w ratuszu. Każdy z członków cechów znał obowiązki obrony murów i baszt w razie oblężenia. Poddani księcia Władysława I, poddali Malbork dopiero we wrześniu 1309. W celu uprawomocnienia swojego postępowania Krzyżacy wykupili we wrześniu swoje wątpliwe prawa do dzielnicy od Brandenburczyków. Zabór Pomorza Gdańskiego umożliwił wielkiemu mistrzowi Zakonu Krzyżackiego ostateczne przeniesienie stolicy z Wenecji do Malborka.
W latach 1309–1457 Malbork był siedzibą wielkiego mistrza zakonu krzyżackiego i stolicą państwa zakonnego.
W roku 1365 na zamku w Malborku przez trzy dni gościł król Kazimierz III Wielki (jako pierwszy władca polski), który był podejmowany przez wielkiego mistrza Winrycha von Kniprode.
W latach 1466–1772 Malbork był miastem królewskim położonym w prowincji Prusy Królewskie. Na czele władz miejskich stał samorząd złożony z rajców i wybieranego przez nich burmistrza. Miasto podlegało władzy starosty malborskiego, jako bezpośredniego przedstawiciela króla, który corocznie za pośrednictwem swego przedstawiciela (burgrabiego lub wójta malborskiego) zatwierdzał wybór do rady miejskiej. Pod względem administracyjnym Malbork włączono do województwa malborskiego, od którego wzięło ono jedynie swoją nazwę, miasto nie było jednakże nigdy jego stolicą. W zamku malborskim znajdowała się rezydencja królów polskich używana podczas ich pobytów w Prusach i w drodze do Gdańska. Zamek malborski de iure stał się własnością królewską na podstawie aktu inkorporacji Prus do Korony Królestwa Polskiego (6 marca 1454 r.). Zarządzany był początkowo przez starostów malborskich i podlegających im urzędników (wójta, burgrabiego, skarbnika malborskiego), zaś od początku XVI w. wspólnie przez starostę i wyznaczanego przez króla administratora dóbr zamku malborskiego rozciągających się na Wielkich i Małych Żuławach Malborskich. W 1591 r. dobra te przekształcono w ekonomię malborską wchodzącą w skład kompleksu dóbr stołowych króla, którą kierował urzędnik zwany ekonomem malborskim. Począwszy od 1506 r. do roku 1626 zamek malborski był też siedzibą podskarbich ziem pruskich, który to urząd wykształcił się z urzędu skarbnika malborskiego. W okresie polskim Malbork był miejscem zjazdów najpierw stanów pruskich, a od 1526 r. (naprzemiennie z Grudziądzem) sejmiku generalnego Prus Królewskich. Obrady odbywały się zazwyczaj w ratuszu miejskim i w kościele parafialnym św. Jana Chrzciciela. Pod względem przynależności kościelnej Malbork należał do diecezji pomezańskiej, która w XVI w. wskutek reformacji oraz rozpadu Prus na Królewskie (Polskie) i Książęce również uległa podziałowi na część katolicką i protestancką. Część katolicką podporządkowano jeszcze w XVI w. administracji biskupów chełmińskich, których od 1601 r. reprezentowali rezydujący w Malborku oficjałowie pomezańscy. W XVI wieku na skutek postępów reformacji większość mieszczan malborskich oraz mieszkańców Żuław Malborskich przeszła na luteranizm. Luteranie malborscy i żuławscy otrzymali na sejmie lubelskim w 1569 r. przywilej wolnego wyznawania luteranizmu. Mimo to za panowania Zygmunta III Wazy w okresie potrydenckiej kontrreformacji sprowadzono do Malborka jezuitów (1618-1780), których zadaniem była pokojowa rekatolizacja miejscowej ludności innowierczej. Zaliczali się do niej najliczniejsi luteranie, ponadto mennonici (głównie na Żuławach), kalwiniści, a nawet nieliczni prawosławni, Żydzi czy muzułmanie.
Po I rozbiorze Polski, jesienią 1772 do Malborka wkroczyły wojska pruskie. Malbork w 1773 włączono do nowo utworzonej prowincji Prusy Zachodnie ze stolicą w Kwidzynie (a od 1793 w Gdańsku). Po 1919 Malbork wszedł w skład Rejencji zachodniopruskiej, a w latach 1939–1945 do Rejencji kwidzyńskiej Okręgu Gdańsk-Prusy Zachodnie.
13 września 1872 r. wmurowano kamień węgielny, a 3 października 1877 na podzamczu odsłonięto pomnik króla pruskiego Fryderyka II Wielkiego, będący dziełem Rudolfa Siemeringa z Berlina. Przedstawiał on stojącego na cokole i wspartego na laseczce króla, poniżej którego umieszczono figury wielkich mistrzów Hermana von Salza, Zygfryda von Feuchtwangen, Winrycha von Kniprode oraz Albrechta von Brandenburg-Ansbach. Po II wojnie światowej pomnik został zniszczony, a figury wielkich mistrzów przeniesione na zamek. W l. 1875-1876 przy ob. ul. Jagiellońskiej powstało Królewskie Seminarium Nauczycielskie, a w 1910 kościół baptystów. W 1893 przy pl. Słowiańskim rozpoczęto wznoszenie starostwa, a w 1905 powstała tam wieża ciśnień. Rosnący prestiż tej części miasta spowodował zaprzestanie w 1913 organizowania w tym miejscu odbywających się od 1878 targów końskich. W 1866 przy obecnej ul. 17 Marca powstało Gimnazjum Królewskie, w 1874 szkoła dla dziewcząt im. Luizy Pruskiej, w l. 1891–1893 neogotycki budynek poczty z wysmukłą, zwieńczoną balkonem i ażurowym hełmem wieżą z zegarem od ul. Garbarskiej, w l. 1897–1899 malborska synagoga (spalona w 1938), a w l. 1902-1906 koszary 152 pułku piechoty z odsłoniętym w 1925 pomnikiem poległych w I wojnie światowej. W l. 1906–1907 przy ul. Reymonta powstała kaplica o cechach neogotyckich.
26 lipca 1899 i 6 grudnia 1902 roku w Malborku doszło do dwóch pożarów, w wyniku których zniszczeniu uległo Stare Miasto. W pierwszym z nich, który wybuchł w zakładzie rzeźnickim Brünlingera przy Wysokich Podcieniach, spłonęło 17 kamienic podcieniowych w zachodniej pierzei rynku oraz 32 spichlerze nad Nogatem, a także dach ratusza, w wyniku czego dach nad głową straciło 200 osób, a straty sięgnęły 2 mln marek. Drugi pożar pochłonął 5 kamienic, a akcję ratowniczą utrudniały 22-stopniowe mrozy. Zniszczeń dopełnił huragan w święta Bożego Narodzenia 25/26 grudnia 1902 roku.
W latach 1911–1917 na północ od zamku powstał Park Miejski, na skraju którego w 1924 odsłonięto Heldenhain (pol. Gaj Bohaterów) – wykonany w formie megalitycznego kręgu pomnik żołnierzy z powiatów elbląskiego, malborskiego i sztumskiego, poległych w I wojnie światowej.
Wskutek powstania w 1920 roku Wolnego Miasta Gdańska miasto utraciło zachodnie przedmieście Kałdowo. W lipcu 1920 r. mieszkańcy Powiśla, w tym i Malborka, zdecydowali w plebiscycie o przynależności do Niemiec.
W 1920 zaniechano organizowania targów na Rynku, a w latach 20. nad Nogatem, na przedmieściu Piaski, powstała wielka dzielnica przemysłowa. W 1924 roku powstało lotnisko pasażerskie, zapewniające codzienne połączenia z Berlinem, Gdańskiem, Elblągiem i Olsztynem, a rok później pojawiła się miejska komunikacja autobusowa. W 1926 roku zagospodarowano bulwar nad Nogatem. W latach 1927–1929 przy obecnym placu Słowiańskim powstał Nowy Ratusz mieszczący również bibliotekę, miejską kasę oszczędności oraz szkołę handlową.
W 1945 roku po walkach trwających od 26 stycznia do 17 marca miasto zostało opanowane przez jednostki 2 Armii Uderzeniowej 2 Frontu Białoruskiego Armii Czerwonej. Podczas walk zginęło 529 czerwonoarmistów.
W wyniku walk o miasto Armii Czerwonej i Wehrmachtu, zniszczeniu uległo 80% substancji budowlanej Malborka. 9 marca 1945 wysadzono w powietrze mosty na Nogacie. Miasto zostało włączone do Polski, a ludność niemiecka została wysiedlona, pierwsze transporty wysiedleńcze odbyły się w styczniu 1947. Od 28 czerwca 1947 zaczęły przybywać na teren powiatu malborskiego transporty z wysiedlaną ludnością pochodzenia polskiego, z terenów dzisiejszej Ukrainy.
Po wojnie stopniowe usuwanie szkód wojennych sprowadzało się do systematycznego wyburzania pozostałości zabudowy malborskiego Starego Miasta. Odzyskaną cegłę oddawano na odbudowę Warszawy. Jedynymi reliktami gotyckiego miasta pozostały kościół farny, ratusz, dwie bramy miejskie i fragmenty murów obronnych. Obecnie stare miasto Malborka zajmuje osiedle czteropiętrowych bloków o luźnej zabudowie. Zachowano jednak orientacyjny układ średniowiecznych ulic z długim rynkiem i ulicami gospodarczymi, odrestaurowano ratusz, kościół św. Jana, dwie wieże bramne, fragmenty murów obronnych i gotyckie mury szkoły. Równocześnie w mieście powstawał przemysł, pracowała duża cukrownia, roszarnia lnu, mleczarnia, wybudowano fabrykę makaronu, drukarnię i zakłady elektrotechniczne produkujące wentylatory.
W 1960 założono starannie zakomponowany cmentarz żołnierzy brytyjskich, poległych w obydwu wojnach światowych.
28 października 2008 podczas prac budowlanych odkryto grób masowy 2116 osób, prawdopodobnie mieszkańców miasta, którzy nie posłuchali rozkazu ewakuacji. Ponieśli oni najprawdopodobniej śmierć podczas walk w mieście oraz podczas oblężenia miasta z rąk Armii Czerwonej lub wskutek chorób i chłodu. 100 osób, sądząc po śladach na czaszkach, zostało zastrzelonych.
W latach 2011–2014 odbudowano dawną Szkołę Łacińską zbudowaną w 1352 roku za czasów wielkiego mistrza zakonu krzyżackiego Winricha von Kniprode. W obiekcie znajdują się biblioteka, centrum dawnego rzemiosła i obserwatorium astronomiczne.
We wrześniu 2014 rozpoczęto rekonstrukcję zniszczonej w 1945 8-metrowej Madonny z Dzieciątkiem, którą odsłonięto 14 kwietnia 2016. Posąg ten od XIV wieku znajdował się we wnęce elewacji zewnętrznej kościoła zamkowego, stając się symbolem zakonu krzyżackiego i zamku. Do odtworzenia mozaiki, która pokrywa figurę, użyto około 300-350 tysięcy kostek (tzw. tessery). Kostki wykonane zostały z dwóch rodzajów szkła: weneckiego, które jest barwione w masie oraz szkła, w którym zatopiono płatki złota.

## Maskotka Malborka

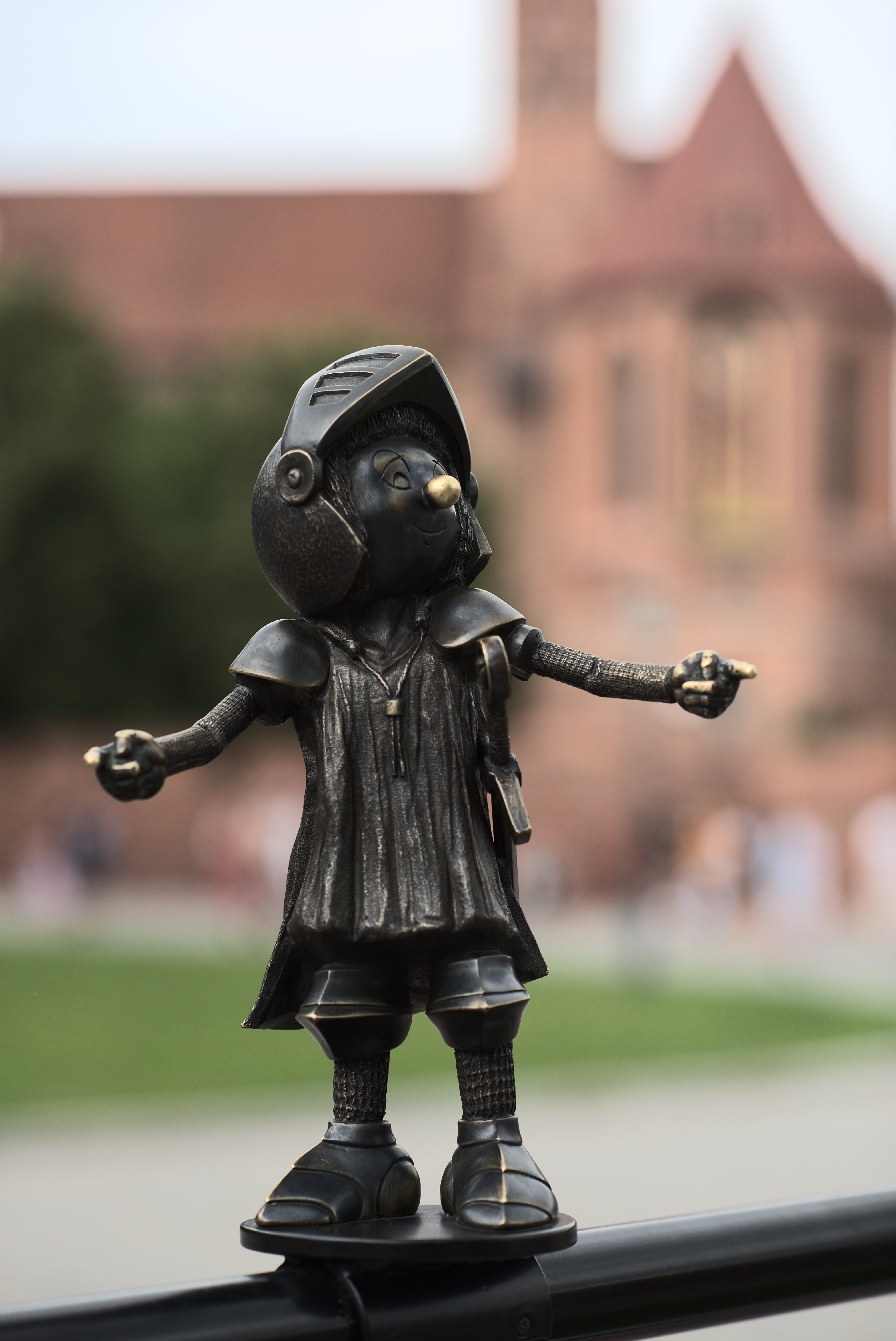
Jedna z figurek Marianka – maskotki miasta Malbork

W ramach Malborskiego Budżetu Obywatelskiego 2020 wykonane zostały 3 pierwsze figurki Marianka, małego rycerza z brązu, będącego oficjalną maskotką Malborka. Można było odnaleźć 5 figurek, do 2022, gdy skradziono jedną z figurek z ławki przed Muzeum Miasta Malborka. W 2024 dodano kopię tej samej figurki, tym razem na bulwarze nad Nogatem, w pobliżu Szkoły Łacińskiej.

## Demografia[40]
| Rok  | Liczba ludności |
| 1409 | 400             |
| 1570 | 3 000           |
| 1772 | 3 635           |
| 1809 | 5 364           |
| 1848 | 6 806           |
| 1880 | 9 459           |
| 1900 | 10 732          |
| 1905 | 13 095          |
| 1916 | 20 128          |
| 1923 | 20 073          |
| 1939 | 27 318          |
| 1943 | 27 233          |
| 1945 | 2 825           |
| 1946 | 10 017          |
| 1950 | 16 994          |
| 1955 | 20 607          |
| 1965 | 28 292          |
| 1975 | 32 495          |
| 1989 | 39 018          |
| 1995 | 40 188          |
| 2000 | 39 407          |
| 2004 | 38 950          |
| 2007 | 38 175          |
| 2008 | 39 213          |
| 2009 | 39 234          |
| 2010 | 39 284          |
| 2011 | 39 378          |
| 2012 | 38 872          |
| 2013 | 38 650          |
| 2015 | 38 895          |
| 2016 | 38 895          |
| 2024 | 36 573          |

## Zabytki

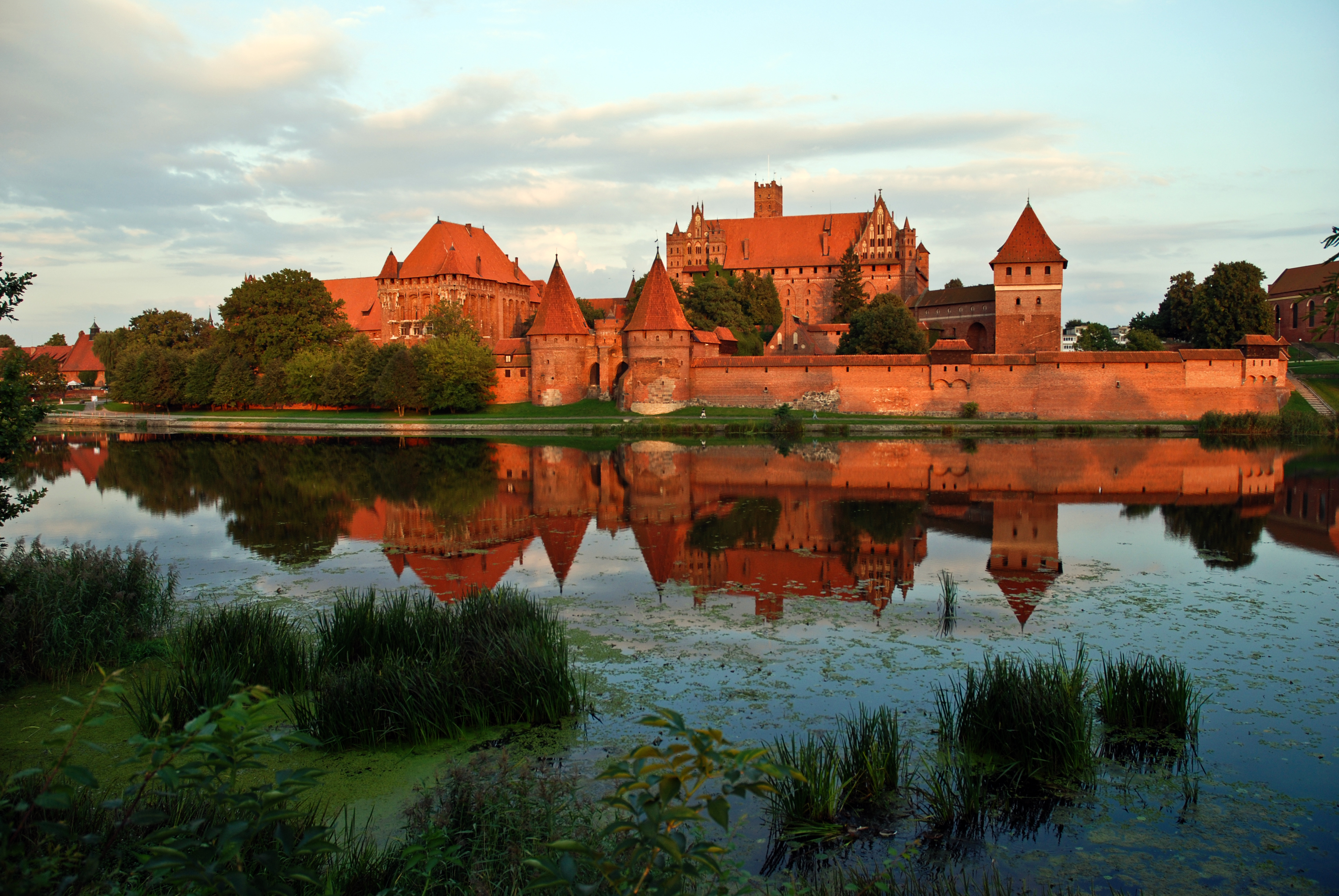
Zamek w Malborku – widok od strony zachodniej

### Zamek wielkich mistrzów krzyżackich
Siedziba wielkich mistrzów Zakonu Krzyżackiego, budowana od lat 80. XIII do poł. XV wieku, otoczona murami obronnymi z bramami, składająca się z Zamku Wysokiego, Zamku Średniego (z pałacem Wielkich Mistrzów) oraz przedzamcza (Zamku Niskiego).

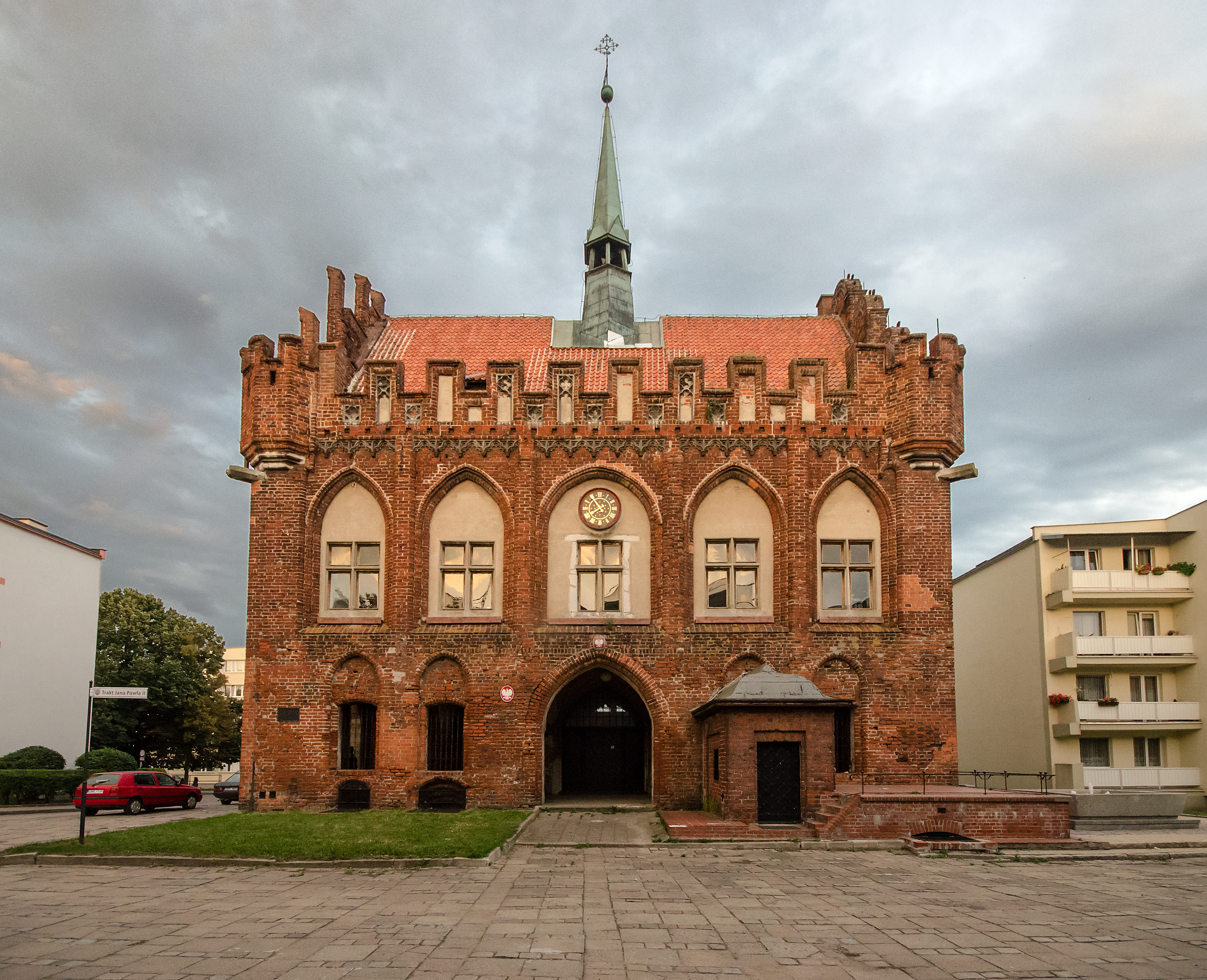
Ratusz w Malborku

### Ratusz w Malborku
Wzniesiony został w latach 1365–1380 w miejscu wcześniejszego ratusza. Rekonstruowany pod koniec XV wieku i w 1901 przez Conrada Steinbrechta. Zbudowany na planie prostokąta, podpiwniczony, dwukondygnacyjny. Ma dwuspadowy dach z dwoma ozdobnymi szczytami i wieżyczkę pośrodku kalenicy. W wieżyczce znajdował się dzwon odlany w 1407. W piwnicach przed wojną znajdowała się restauracja „Ratskeller” z izbą pamięci Hindenburga. Obecnie w ratuszu mieści się Młodzieżowy Dom Kultury „Ratusz”.

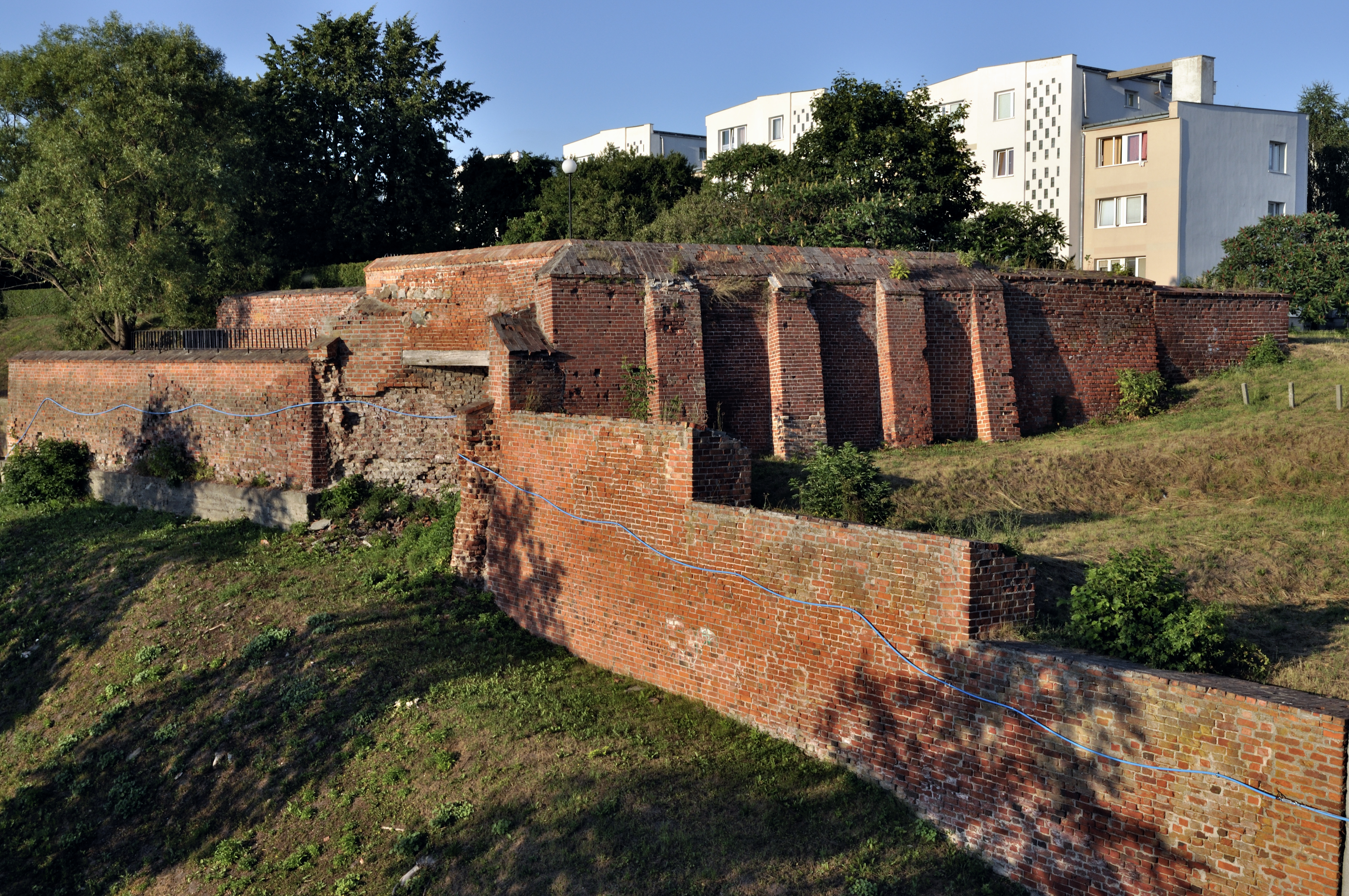
Resztki murów obronnych miasta – mur oporowy na zachodzie

### Resztki murów obronnych wraz z bramami oraz basztami
Wzniesione w pierwszej połowie XIV wieku z cegły. Mają konstrukcję arkadową. Są stosunkowo cienkie, jak na konstrukcję obronną. Zasadnicza grubość ściany wynosi 45 cm (1,5 cegły) wzmocniona jest od strony miasta filarami o grubości 45 cm. System obronny Malborka – Stare Miasto malborskie uzyskało już w XIII wieku system obronny, który rozbudowywano systematycznie aż po czasy nowożytne. Ze średniowiecznych umocnień zachowały się od wschodu fragment ceglanych murów, Brama św. Ducha (Garncarska) i relikty baszt, od południa Brama Mariacka oraz od zachodu mur oporowy wysoczyzny miejskiej, na którym oparte były niegdyś budynki spichrzowe.

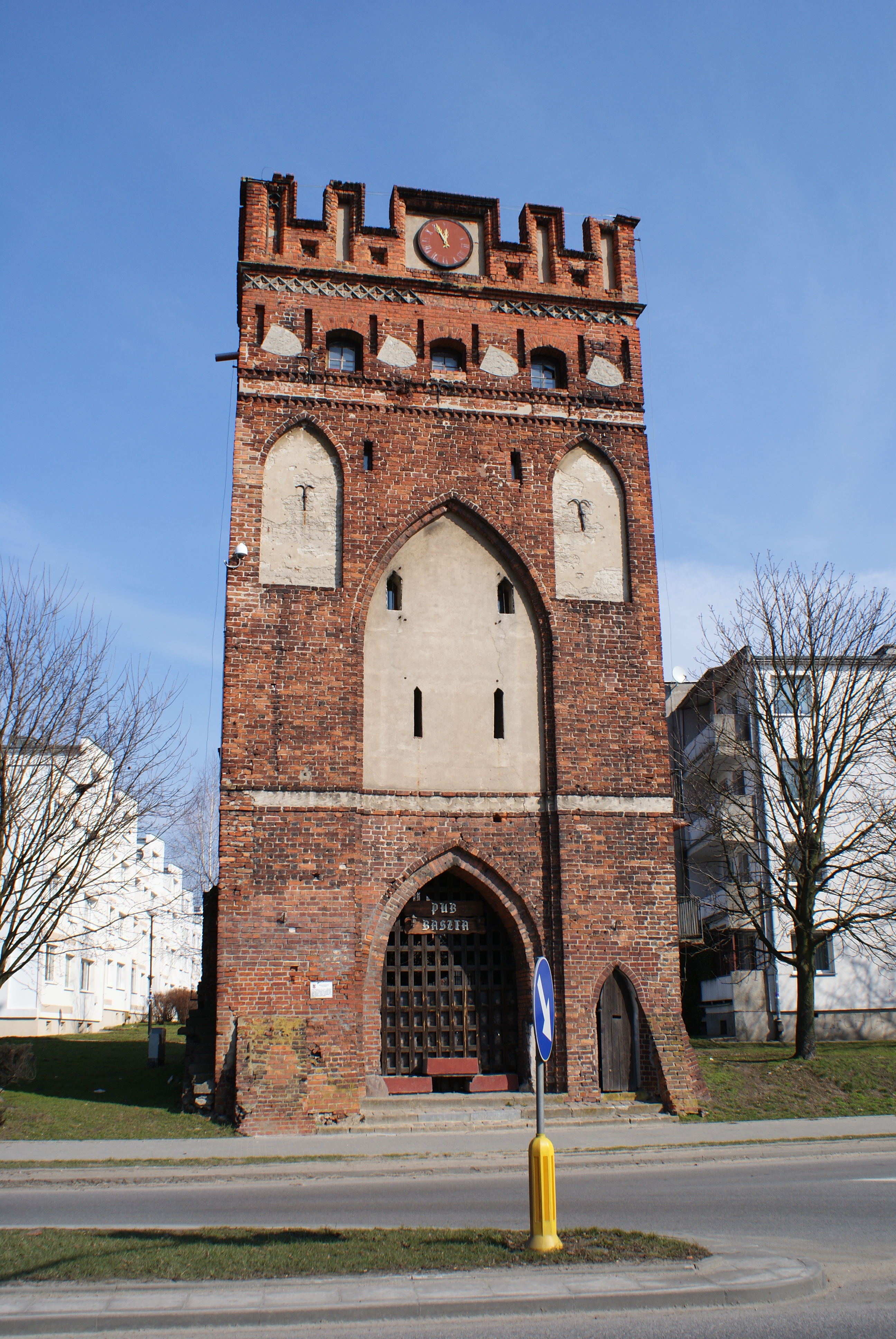
Brama Mariacka

### Brama Mariacka
Brama Mariacka, zwana także Sztumską oraz Przewozową – zbudowana razem z systemem obronnym w pierwszej połowie XIV wieku. Wznosi się na planie prostokąta o wymiarach 6,6 na 7,6 metra na wysokość 10 metrów. Jej fasadę południową i północną zdobią blendy zamknięte ostro łukami. Ta gotycka budowla uzyskała po pożarze dachu w 1838 charakterystyczną nadbudówkę z muru pruskiego. Na przełomie lat 1936/1937 przystąpiono do rekonstrukcji dachu według projektu mistrza budowlanego Paula Domberta. Rozebrano wieżyczkę, a bramę nakryto czterospadowym dachem, kryjącym krenelaż. Zegar umieszczono w ozdobnym krenelażu. Po II wojnie światowej nie nakryto baszty dachem.

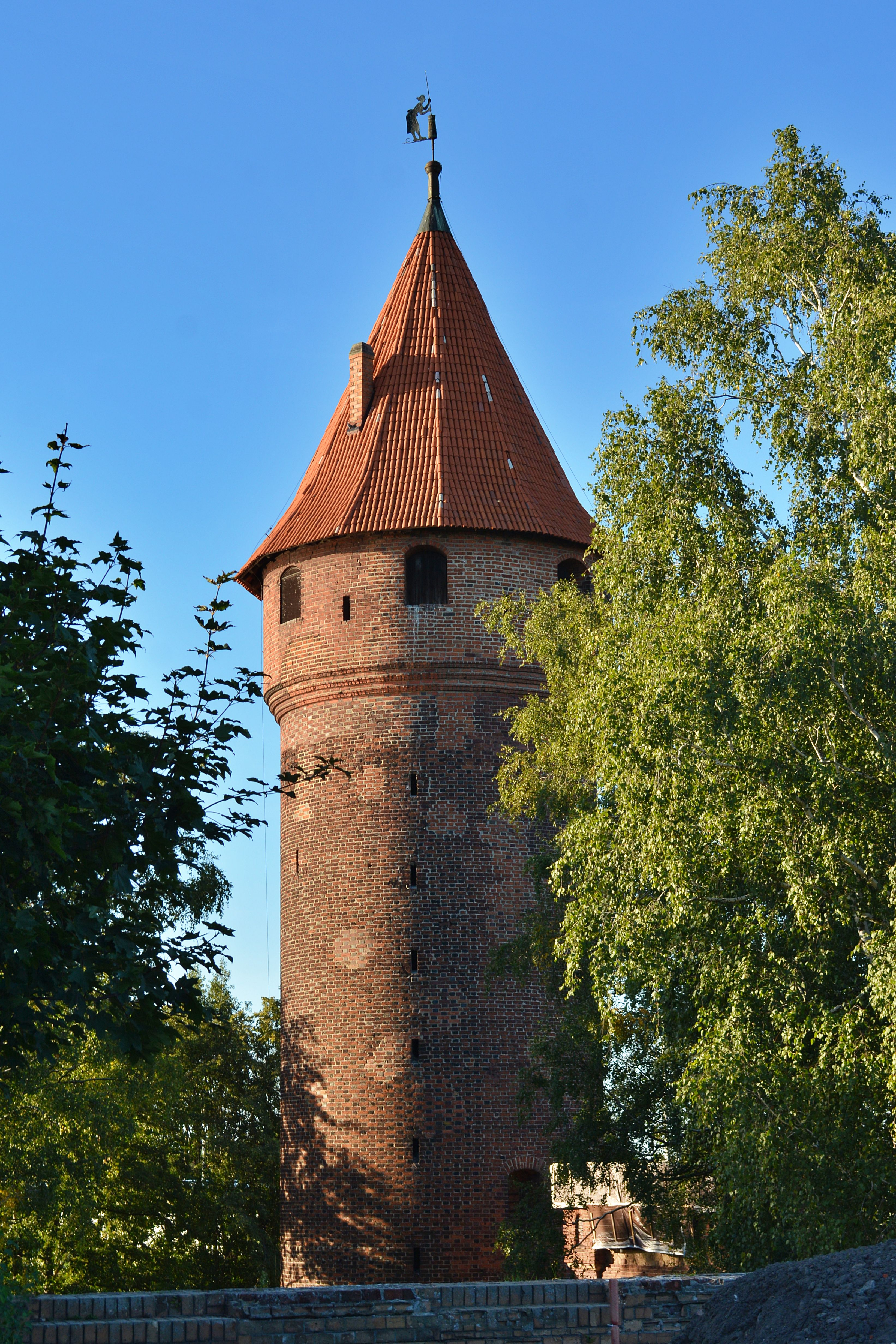
Baszta Maślankowa

### Baszta Maślankowa
Baszta Maślankowa, inaczej lichnowska – jedna z najwyższych wież znajdujących się w kompleksie zamku malborskiego. Wysunięta najdalej na północ spełniała rolę strażnicy. Wzniesiona w latach 1335–1340 na rzucie okrągłym o średnicy 8,68 m (28,8 m wysokości), w północno-zachodnim narożniku murów obronnych Podzamcza. W 1906 otrzymała szpiczasty dach, który zwieńczono postacią kobiety ubijającej masło (tzw. Baby Maślanej) wykutej z blachy przez Emila Jentzena. Z basztą związane są liczne legendy. Jedna z nich mówi, że kiedyś Krzyżacy wprowadzili podatek od ubijania masła. Przeciwko tej decyzji zbuntowali się rajcy miejscy. Twierdzili, że z tego powodu wzrośnie cena masła, spadną zyski, a oni stracą klientów. Krzyżacy, nie tolerując sprzeciwu i obawiając się dalszych zamieszek, zamknęli buntowników w wysokiej wieży. Stąd nazwa. Baszta Maślankowa. Obiektu nie można zwiedzać.

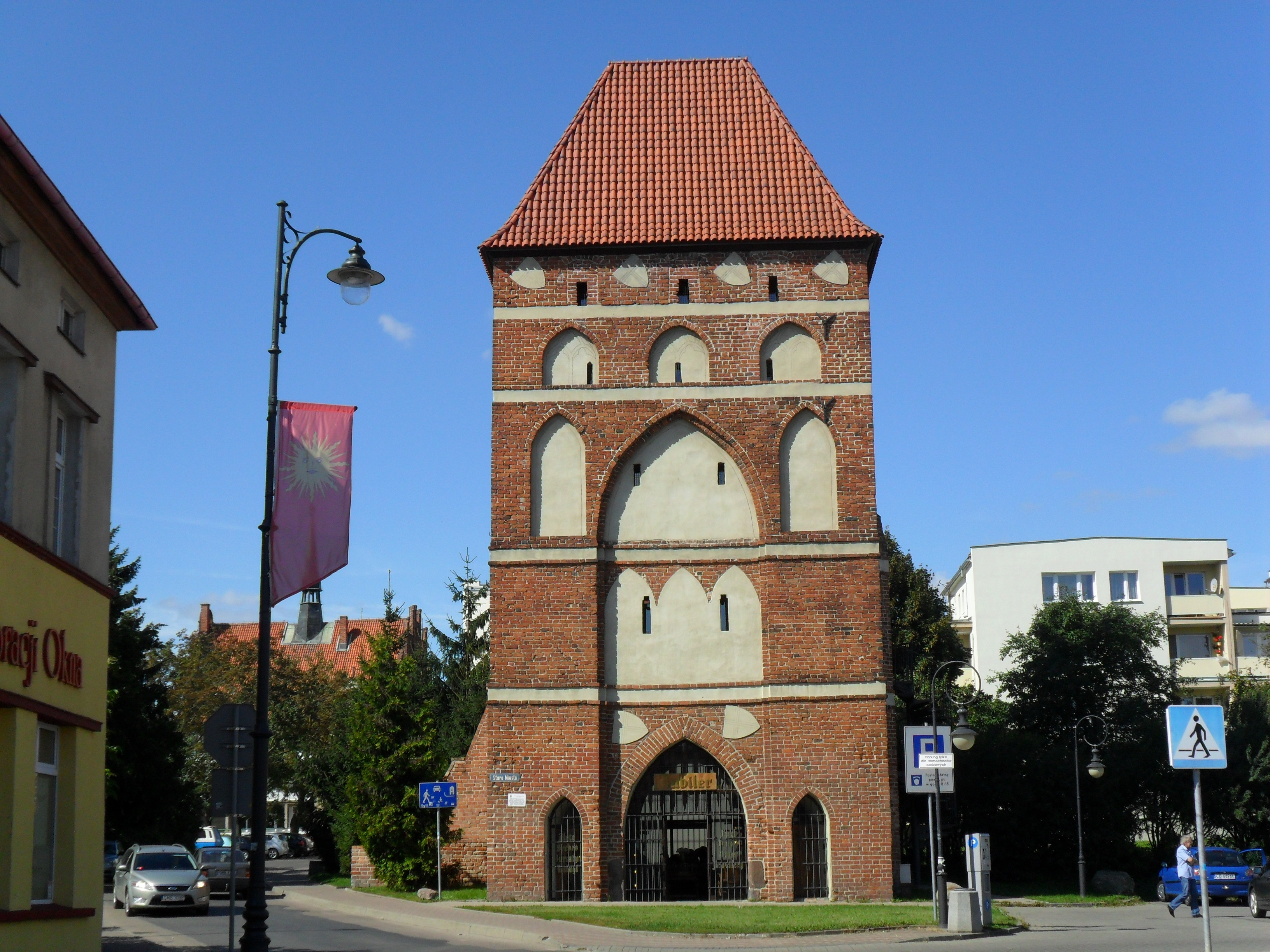
Brama Garncarska

### Brama Garncarska
zwana także Elbląską lub Św. Ducha – zbudowana najprawdopodobniej w 1380. Jest bramą pięciokondygnacyjną wysokości 12 m, wzniesioną na planie prostokąta o wymiarach 7,6 na 9,4 metra. Prócz przejazdu znajdują się w przyziemiu bramy dwa przejścia dla pieszych. Szerokie fryzy, oddzielające kondygnacje i blendowanie w dwu górnych oraz tarcze herbowe na najwyższym piętrze, a wreszcie prześwity strzelnicze o wykroju prostokątnym, kształtowały plastycznie wielką płaszczyznę ściany wschodniej. Podobnie uformowana, zwrócona ku miastu fasada zachodnia nie posiadała wielkiej wnęki, jaka znajdowała się po przeciwnej stronie i sięgała na wysokość trzech kondygnacji.

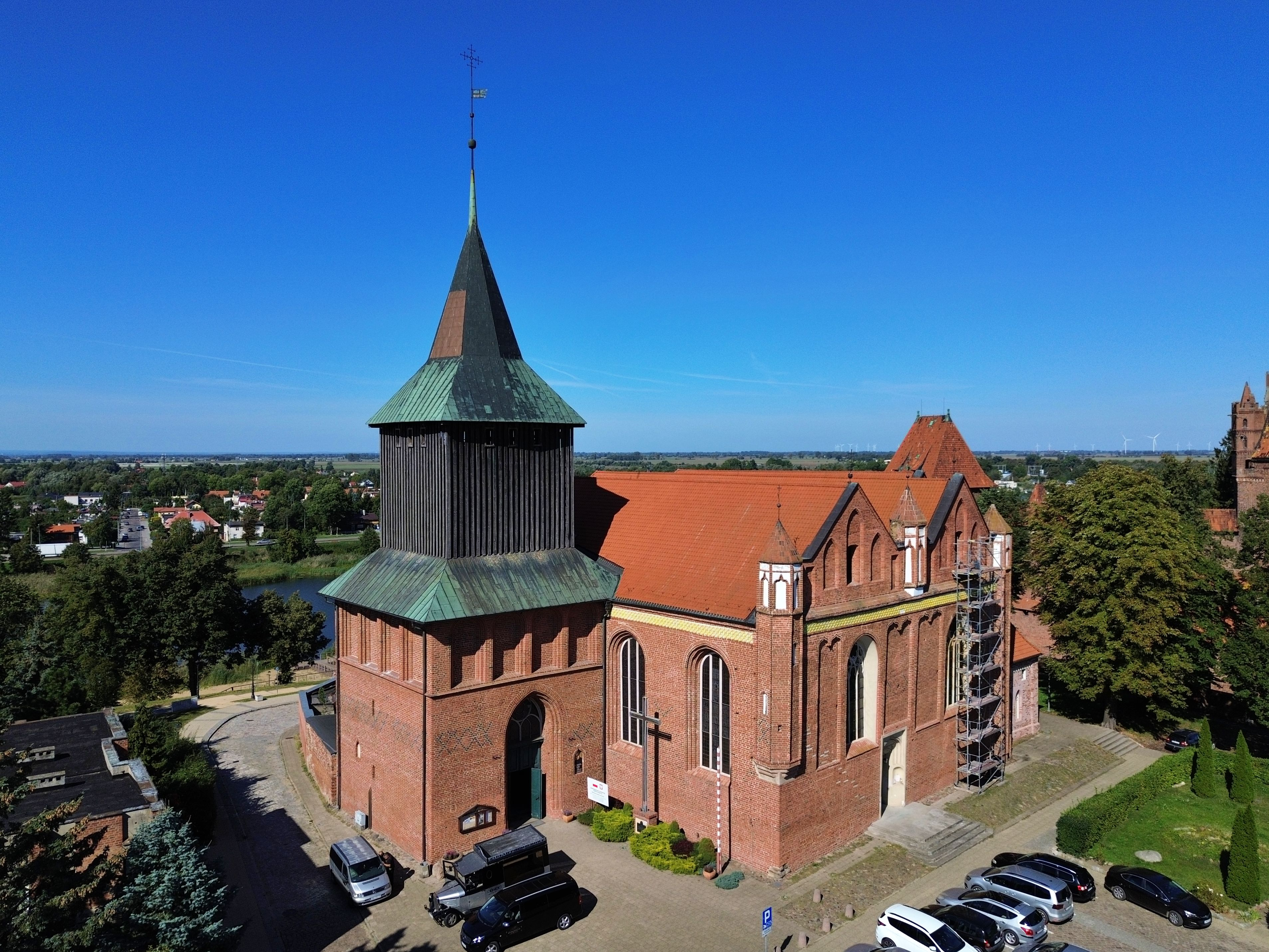
Kościół św. Jana Chrzciciela

### Kościół św. Jana Chrzciciela
z 2. połowy XIV wieku – kościół odbudowano po zniszczeniach oblężniczych z lat 1457–1460 w latach 1467–1523. Wzniesiono kościół sześcioprzęsłowy, trójnawowy, z nawami o jednej wysokości (halowy), z wieżą stojącą przy południowej nawie. W 1592 pochowano tutaj przedstawiciela rodu Kostków herbu Dąbrowa – Macieja Kostkę, s. Jana (wójt malborski) i Małgorzaty Eulenberg. W 1635 zachodnie przęsło świątyni runęło na skutek wybuchu miny. Zamknięcie skróconej o jedno przęsło budowli pochodzi z 1668.

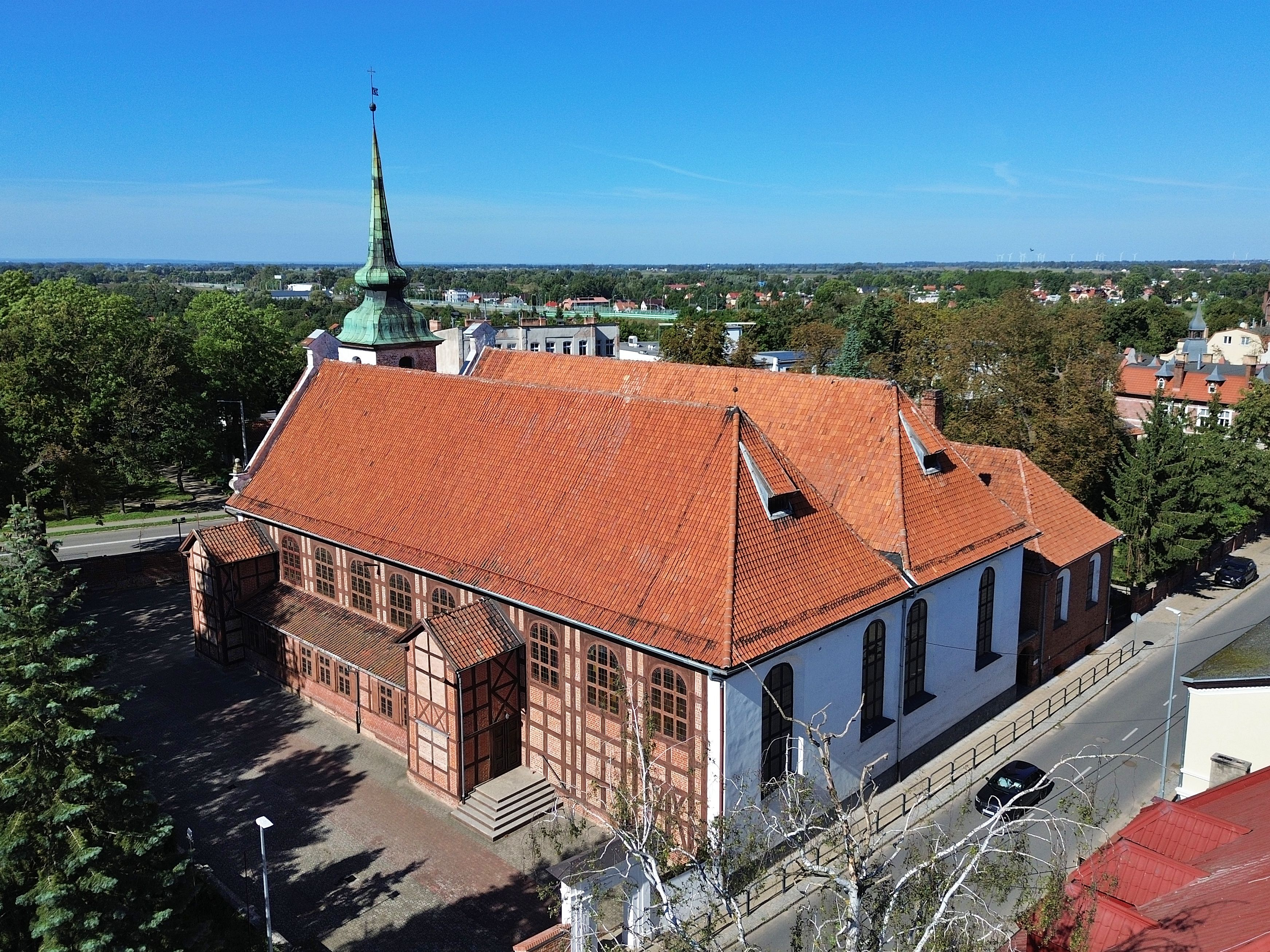
Kościół MB Nieustającej Pomocy

### Kościół pw. Matki Bożej Nieustającej Pomocy
Dawniej pod wezwaniem św. Jerzego. Zbudowany w czasach polskich 1711–1712, zaprojektowany przez Jakuba Goraua. Prosta bryła, ze ścianami bocznymi o konstrukcji szkieletowej, barokowym hełmem wieży i portalem od strony ulicy Rzeźniczej. Do kościoła w 1926 dobudowano murowaną salę parafialną (dom katechetyczny) na około 350 osób.

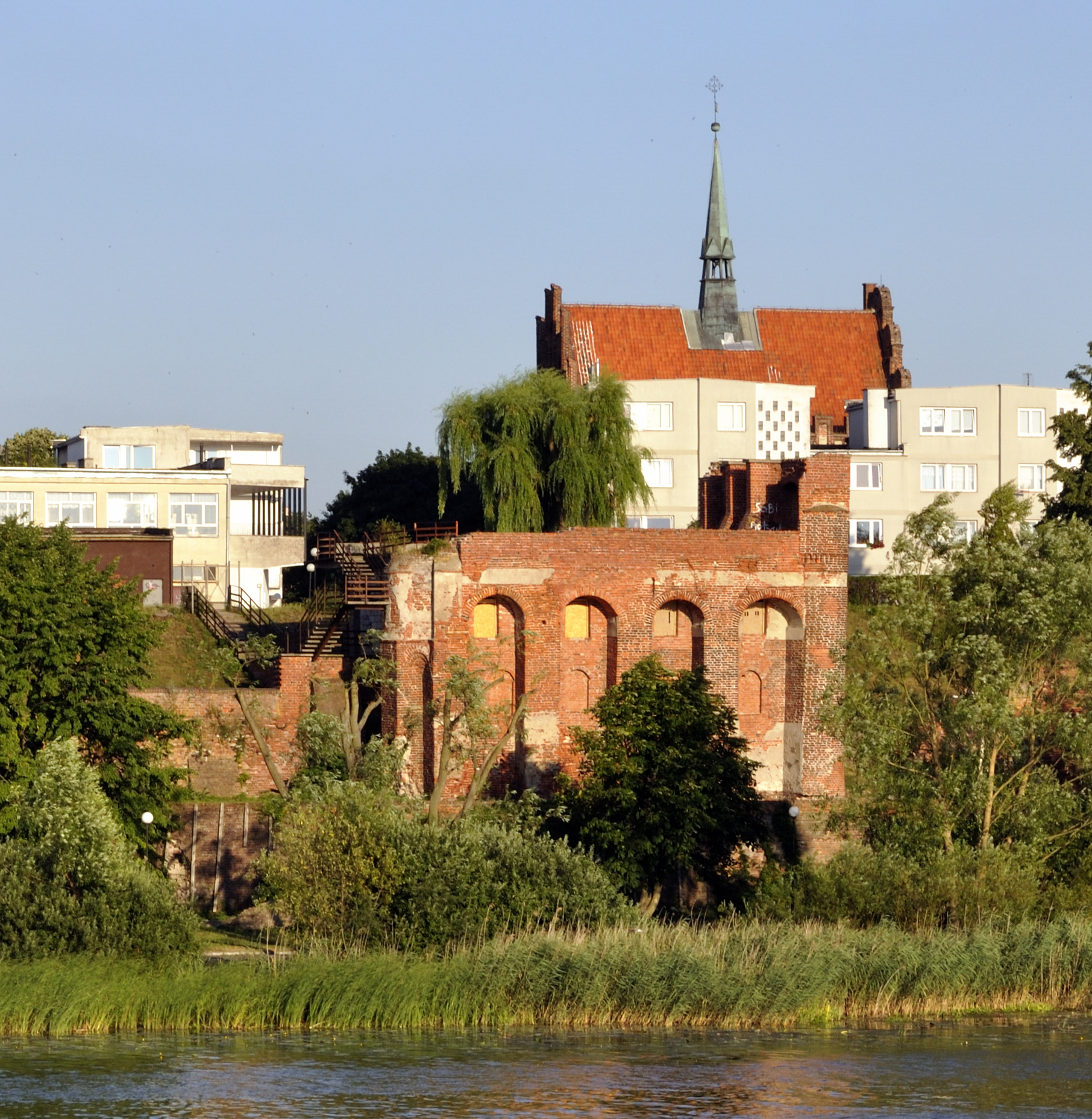
Ruiny Szkoły Łacińskiej (obecnie stoi nowy, stylizowany budynek)

### Szkoła Łacińska
Gmach zbudowany w 1352 przez wielkiego mistrza Winricha von Kniprode, od XVI wieku do 1864 pełnił rolę szkoły, w której uczono początków łaciny. Zniszczona w czasie pożaru miasta 26 lipca 1899. Odbudowana w 1900 jako typowy magazyn. Obecnie zachowane fragmenty stanowią partie murów odwodowych, murowanych z cegły palonej na zaprawie wapiennej w wątku gotyckim. Przykład budowli sprzężonej z rytmem fortyfikacji miejskich z okresu średniowiecza. W 2010 roku malborski samorząd pozyskał środki na odbudowę Szkoły Łacińskiej, a prace rozpoczęto jesienią 2011 roku. Budynek oddano do użytkowania w październiku 2014 roku jako Centrum Kultury i Edukacji Szkoła Łacińska. Wchodzi w struktury Malborskiego Centrum Kultury i Edukacji. W budynku znajdują się skansen rzemiosł dawnych, Mediateka, Multicentrum, sala wielofunkcyjna oraz obserwatorium astronomiczne i planetarium.

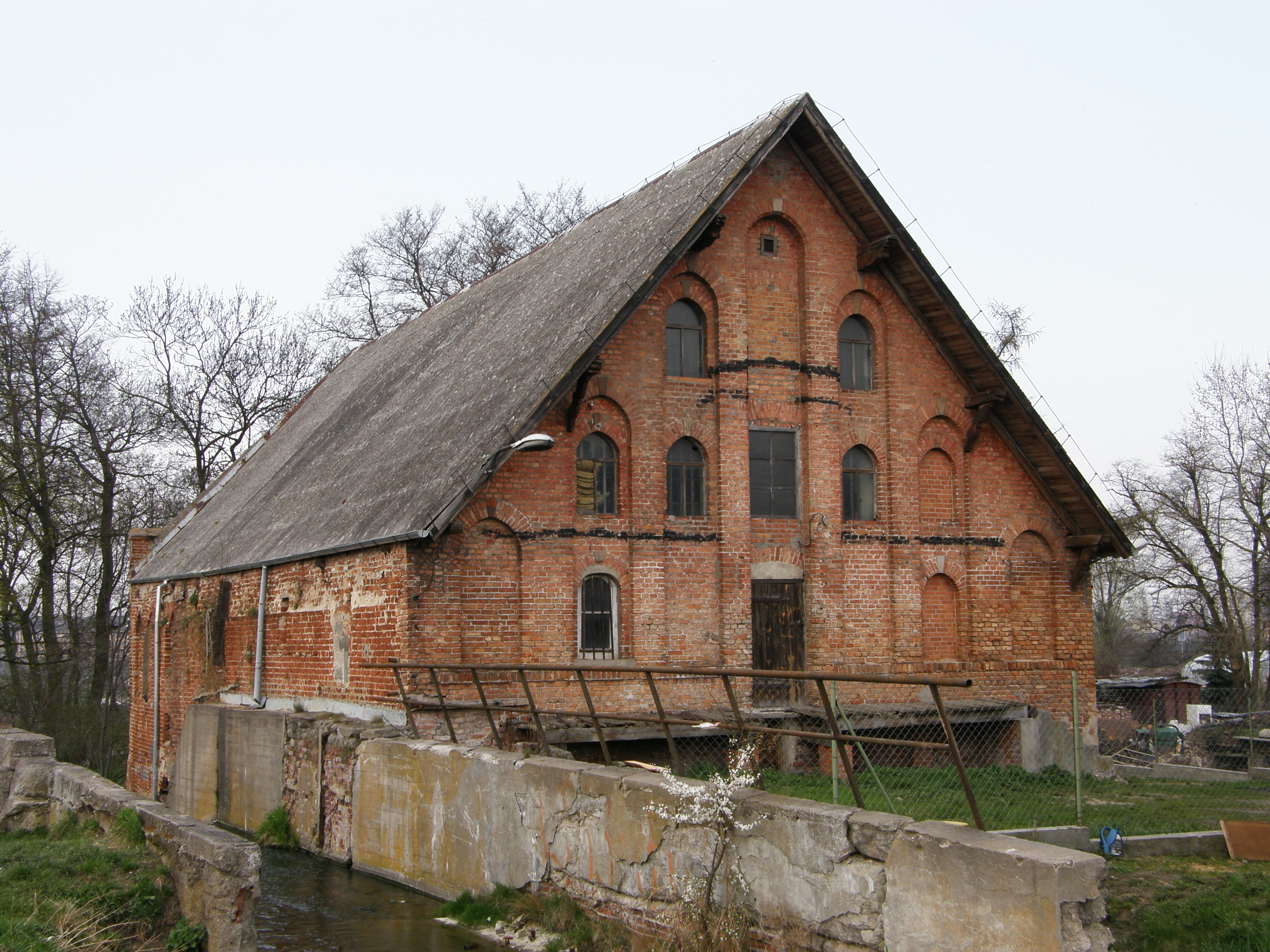
Młyn Górny

### Młyn Górny (Piekarski)
Zbudowany ok. 1400, na planie prostokąta o wymiarach 12,75 na 25,50 m, przy grubości murów 1,35 m. Jego dach odbudowany po pożarach w 1410 i 1718. Wschodnia elewacja dzielona blendami biegnącymi przez całą jej wysokość.

### Szpital Jerozolimski
Dwukondygnacyjny budynek pochodzący prawdopodobnie z XVI wieku. Pierwotnie pełnił funkcję szpitala, po wojnie mieściły się nim mieszkania, ale w wyniku zaniedbań i pożaru podupadł. Odbudowany w latach 2006–2011. Obecnie budynek jest zagospodarowany przez Malborskie Centrum Kultury i Edukacji.
Wpisany na listę World Monuments Watch 2006.

### Pozostałości twierdzy Malbork
Pozostałości twierdzy Malbork wzniesionej na przedpolach miasta, w latach 1899–1903 i rozbudowanej w latach 1914–1915.

### Kościół pw. św. JózefawMalborku-Kałdowie
Neogotycki kościół zbudowany w latach 1930–1931. Częściowo zniszczony w czasie II wojny światowej, odbudowano go w latach 1957–1958.

## Dzielnice miasta
W Malborku znajdują się dzielnice:
- Czwartaki (niem. Hoppenbruch)[47]
- Kałdowo (niem. Kalthof, w 1945 przejściowo Zimnik)
- Małe Piaski
- Nowa Wieś (zwana też potocznie Pierwszą Nową Wsią, Przedmieściem lub Międzytorzem)
- Piaski
- Piaski II
- Południe
- Rakowiec (niem. Galgenberg)
- Stare Miasto
- Śródmieście
- Wielbark

## Gospodarka

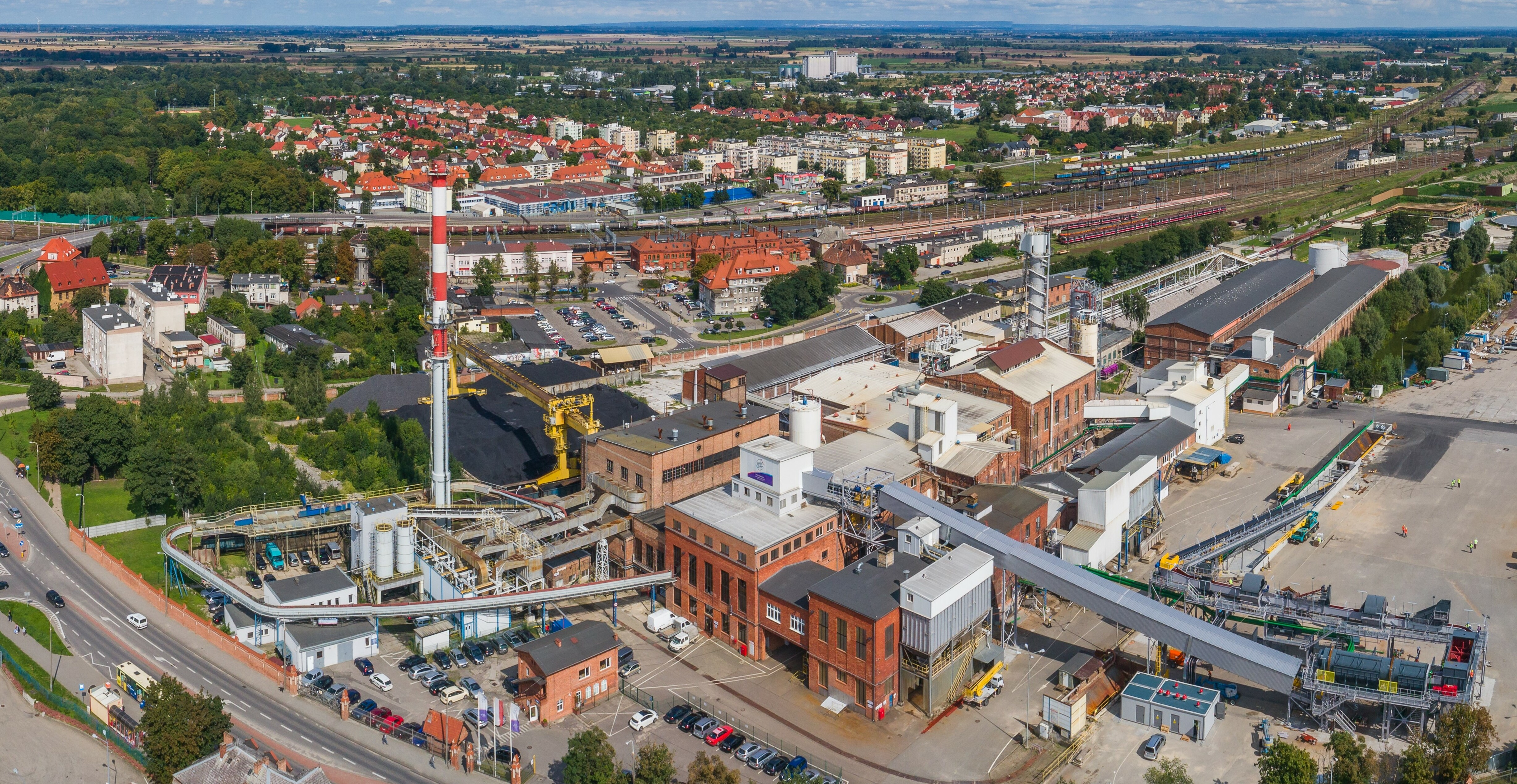
Cukrownia Malbork

W strukturze gospodarczej Malborka dominuje przemysł spożywczy. Od 1881 mieści się tu Cukrownia Malbork. W mieście wytwarzane są urządzenia rolnicze (fabryka narzędzi ogrodniczych Leokadia), urządzenia na potrzeby przemysłu drzewnego (Malborski zakład przerobów drewna Pemal). Rozwija się przemysł odzieżowy, reprezentowany przez firmy Cotte oraz Koga i chemiczny – zakłady Organika. Zagraniczny kapitał reprezentują także firmy Prino-Plast (producent artykułów higienicznych) i największa w regionie wytwórnia materiałów budowlanych Leier-Malbork sp. z o.o. oraz producent wentylatorów przemysłowych Nyborg-Mawent S.A, a także fabryka okien PCW i ALU FOREST.

## Transport

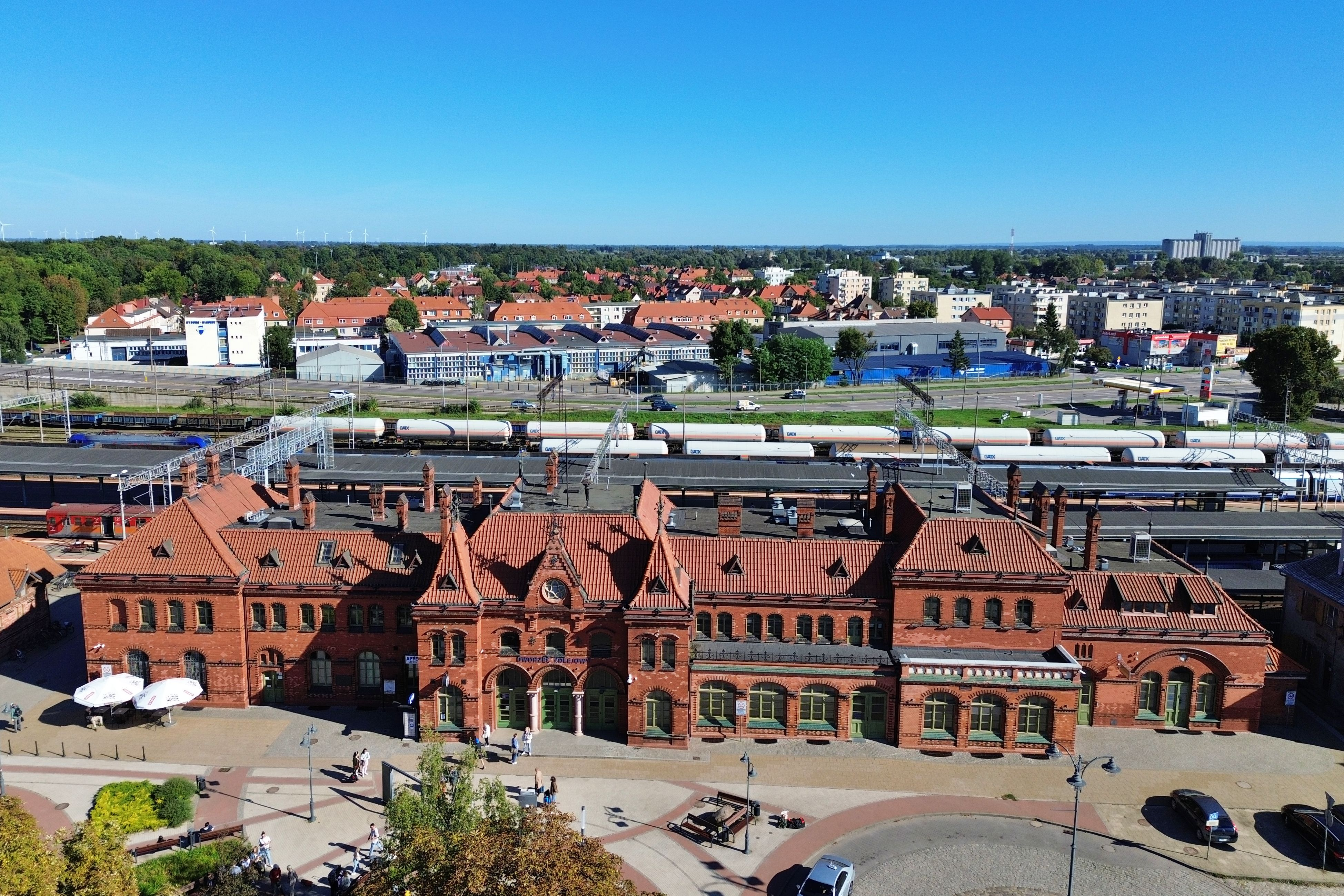
Dworzec kolejowy w Malborku

Przez miasto przebiegają linie kolejowe prowadzące z dworca głównego do Gdyni, Warszawy, Elbląga i Torunia.
Wśród sieci drogowej największe znaczenie ma połączenie z Gorzowem Wielkopolskim, Elblągiem (droga krajowa nr 22), Grudziądzem i Nowym Dworem Gd. (droga krajowa nr 55).
Na terenie Malborka od 3 lutego 1960 działa komunikacja miejska, organizowana przez MZK Malbork. 1 lipca 2022 roku (na podstawie uchwały Rady Miasta Malborka nr XLVI/378/2022 z dnia 20 maja 2022 roku) zostały wprowadzone bezpłatne usługi przewozowe w publicznym transporcie zbiorowym w Malborku.
Niedaleko miasta znajduje się lotnisko wojskowe Malbork-Krasnołęka.

## Bezpieczeństwo publiczne
Bezpieczeństwo publiczne w zakresie ładu i porządku zapewniają policjanci zatrudnieni w Komendzie Powiatowej Policji w Malborku (ul. Ch. de Gaulle’a 3). Struktura organizacyjna Komendy obejmuje cztery wydziały: Kryminalny, Prewencji, Dochodzeniowo-Śledczy, Ruchu Drogowego. Komendzie podlegają dwie jednostki zewnętrzne: Komisariat Policji w Nowym Stawie oraz Posterunek Policji w Starym Polu.
Bezpieczeństwo pożarowe miasta zapewnia Komenda Powiatowa Państwowej Straży Pożarnej w Malborku (ul. Wybickiego 1). Komendzie podlega Jednostka Ratowniczo-Gaśnicza w Malborku oraz następujące jednostki Ochotniczych Straży Pożarnych włączone do KSRG: OSP Nowy Staw, OSP Lipinka, OSP Lichnowy, OSP Lisewo Malborskie, OSP Lasowice Wielkie, OSP Stogi, OSP Miłoradz, OSP Kończewice, OSP Stare Pole, OSP Ząbrowo oraz niewłączone do KSRG: OSP Myszewo, OSP Pordenowo, OSP Szymankowo, OSP Szawałd, OSP Mątowy Wielkie.
Wyposażenie Jednostki Ratowniczo-Gaśniczej w Malborku w 2023 r. stanowiły: ciężki samochód ratowniczo-gaśniczy GCBA5/32, średni samochód ratowniczo-gaśniczy GBA2.5/16, lekki samochód gaśniczy i ratownictwa technicznego GLBARt , ciężki samochód z autodrabiną o wysięgu 42 metrów SCD-42, ciężki samochód kwatermistrzowski SCKw, lekki samochód rozpoznawczo-ratowniczy SLRr.
Bezpieczeństwo zdrowotne mieszkańcom miasta zapewnia szpital w Malborku (ul. 500-lecia 23), oficjalna nazwa: Powiatowe Centrum Zdrowia Sp. z o.o. Szpital im. dr Jadwigi Obodzińskiej-Król. Szpital posiada następujące oddziały: Chirurgia Ogólna, Noworodkowy, Położniczo-Ginekologiczny, Anestezjologia i Intensywna Terapia, Chorób Wewnętrznych, Izba Przyjęć.

## Edukacja

### Szkoły podstawowe
- Szkoła Podstawowa nr 1 im. Jana III Sobieskiego[53]
- Szkoła Podstawowa nr 2 im. Ignacego Krasickiego[54]
- Szkoła Podstawowa nr 3 im. 2 Pułku Nocnych Bombowców „Kraków”[55]
- Szkoła Podstawowa nr 5 z Oddziałami Integracyjnymi im. UNICEF (w ramach Zespołu Szkolno-Przedszkolnego nr 1)[56]
- Szkoła Podstawowa nr 6 im. Jana Kochanowskiego[57]
- Szkoła Podstawowa nr 8 im. Mikołaja Kopernika[58]
- Szkoła Podstawowa nr 9 im. Kazimierza Jagiellończyka[59]
- Szkoła Podstawowa w Gminie Malbork[60]
- Publiczna Katolicka Szkoła Podstawowa z Oddziałami Przedszkolnymi (w Zespole Szkół Katolickich im. św. Jana Pawła II)[61]
- Specjalna Szkoła Podstawowa nr 11 (w ramach Młodzieżowego Ośrodka Wychowawczego nr 1 im. Tadeusza Kościuszki)[62]
- Szkoła Podstawowa nr 10 Specjalna (w ramach Specjalnego Ośrodka Szkolno-Wychowawczego im. Marii Grzegorzewskiej)[63]
- Szkoła Mistrzostwa Sportowego (w ramach Zespołu Szkół Ponadgimnazjalnych nr 4)[64]

## Kultura
W mieście działa Malborskie Centrum Kultury i Edukacji oraz Klub Bazy Lotnictwa Taktycznego.
Wśród organizowanych przez miasto imprez są kontynuowane przez wiele lat: Festiwal Boże Narodzenie w Sztuce, wybory Miss, Przegląd Zespołów Tanecznych, Malborskie Spotkanie Teatralne i wiele, wiele innych. W czerwcu obchodzone są Dni Malborka, a w lipcu Oblężenie Malborka. Można na nim zobaczyć turnieje rycerskie, pokazy, wziąć udział w konkursach, a wokół zamku rozstawione są stragany. Miasto to jest gospodarzem Międzynarodowego Turnieju Szachowego o Wieżę Zamku Malborskiego, a turnieje szachowe na skalę lokalną odbywają się tu przez cały rok. W Zamku organizowane są wystawy i sesje popularnonaukowe. Mają tam miejsce również takie imprezy jak Oblężenie Malborka, nawiązujące do tradycji rycerskiej. w 2019 oblężenie odbyło się po raz dwudziesty.

## Sport i turystyka

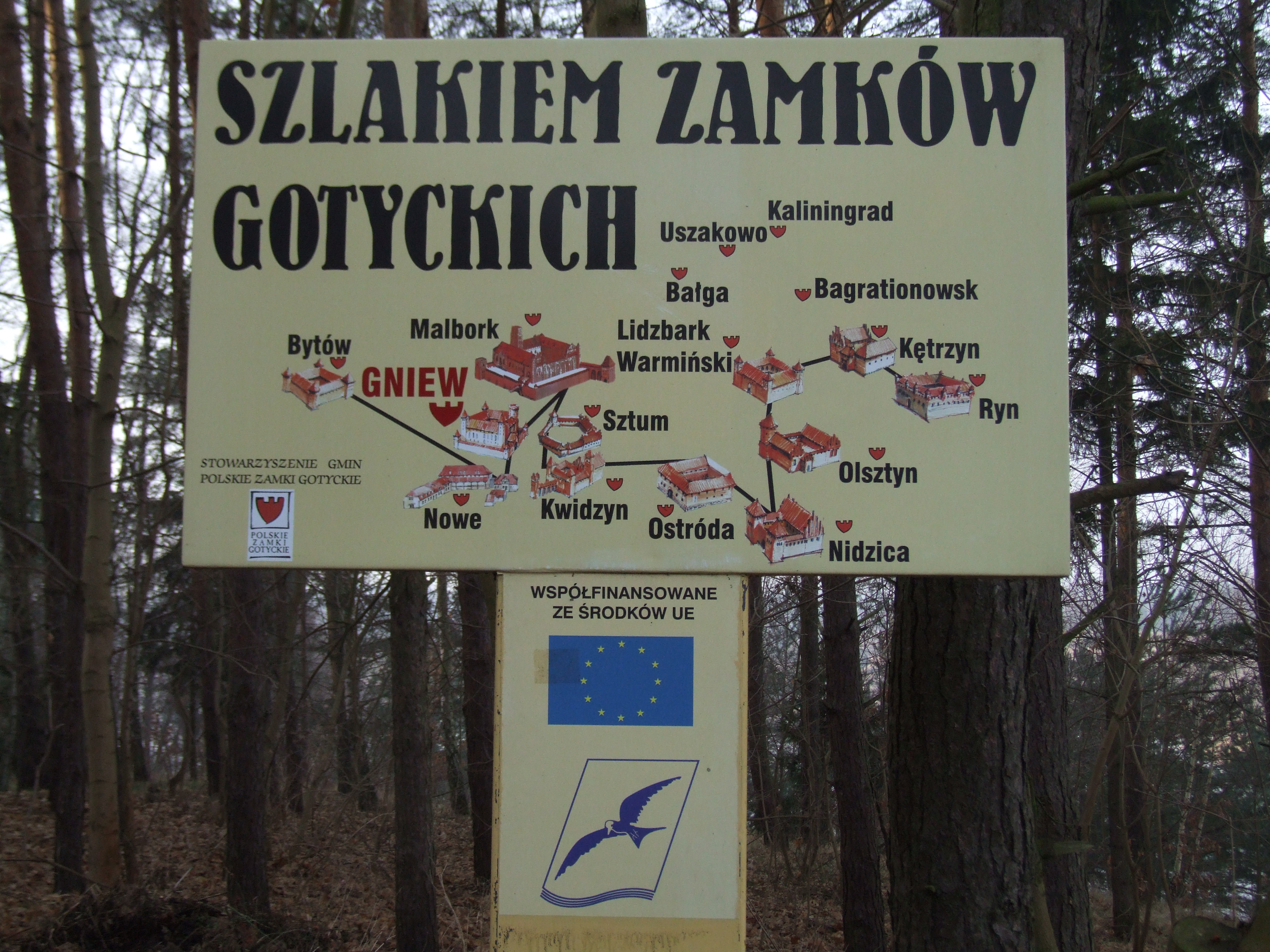
Polskie Zamki Gotyckie

Malbork jest członkiem stowarzyszenia gmin Polskie Zamki Gotyckie, promującego rozwój turystyki, ale nie tylko zabytki są atrakcją miasta. Jest również miejscem turystyki kongresowej. Malbork, leżący na drodze wodnej, oferuje rejsy spacerowe statkiem i tramwajem wodnym. W sezonie letnim można się kąpać w coraz czystszych wodach Nogatu oraz podziwiać panoramę miasta z kajaku lub gondoli. W mieście znajduje się duży park ruchomych dinozaurów Dinopark. Co roku organizowana jest także 3-dniowa impreza „Oblężenie Malborka”. Ośrodek Sportu i Rekreacji dysponuje campingiem, dwoma stadionami, zespołem boisk (w tym dużym obiektem pokrytym sztuczną trawą), kortami tenisowymi, ścianką wspinaczkową oraz kąpieliskiem nad Nogatem. W mieście działają 2 kluby piłkarskie: Pomezania Malbork i Nogat Malbork oraz klub piłki ręcznej Polski Cukier SPR Pomezania Malbork, grający w I lidze. W Malborku działają sekcje smoczych łodzi: Powiatowy Szkolny Związek Sportowy w Malborku, Klub Sportowy Nogat Malbork, Starostwo Powiatowe Malbork, Cukrownia Malbork i Gmina Malbork; wszystkie drużyny mają duże osiągnięcia w tym sporcie; uczestniczą w mistrzostwach świata i Europy oraz w różnych wielkich imprezach, a ich członkowie otrzymują powołania do reprezentacji Polski. Istnieją dwa kluby siatkarskie: męski – UMKS „Jurand” i kobiecy – UKS „Orzeł”.

## Wspólnoty religijne

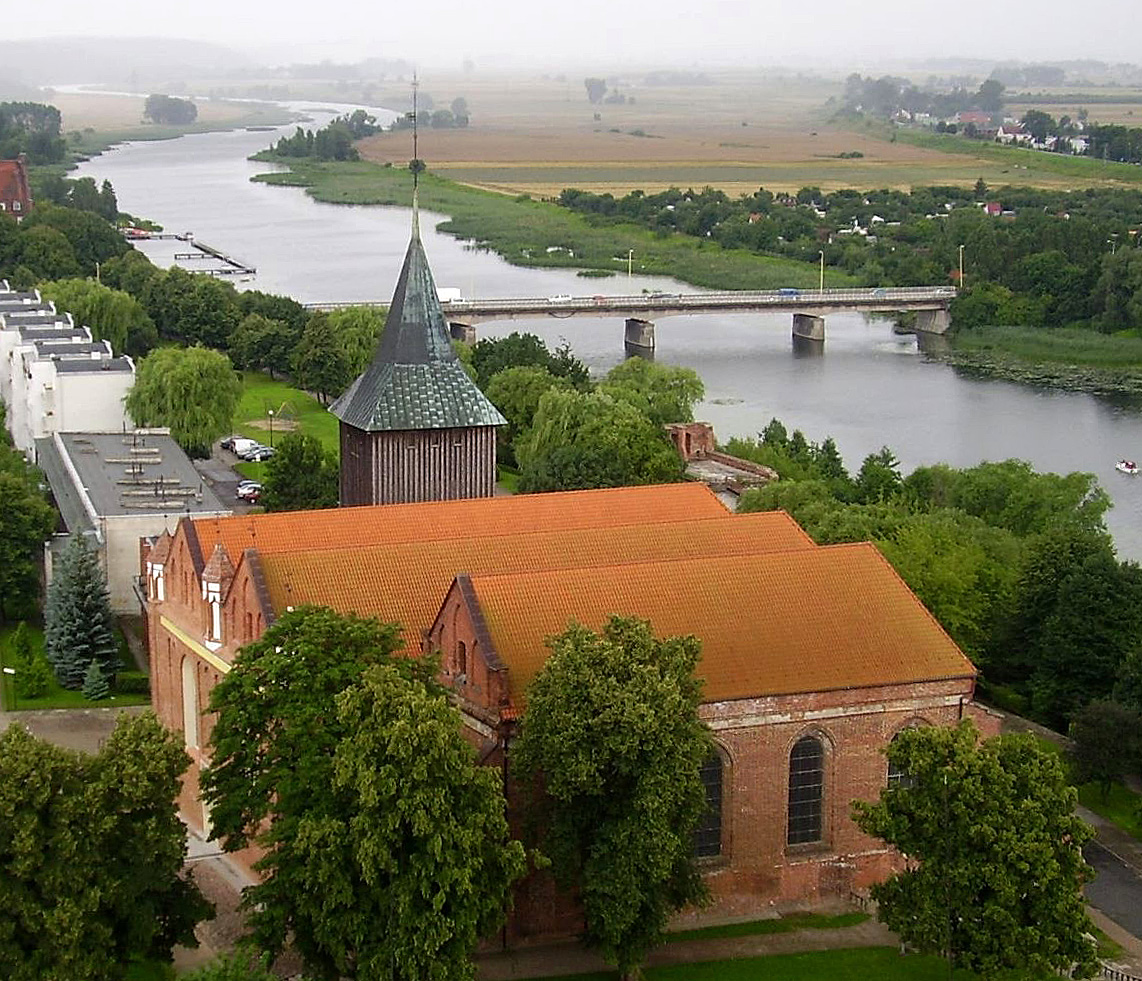
Kościół rzymskokatolicki św. Jana Chrzciciela

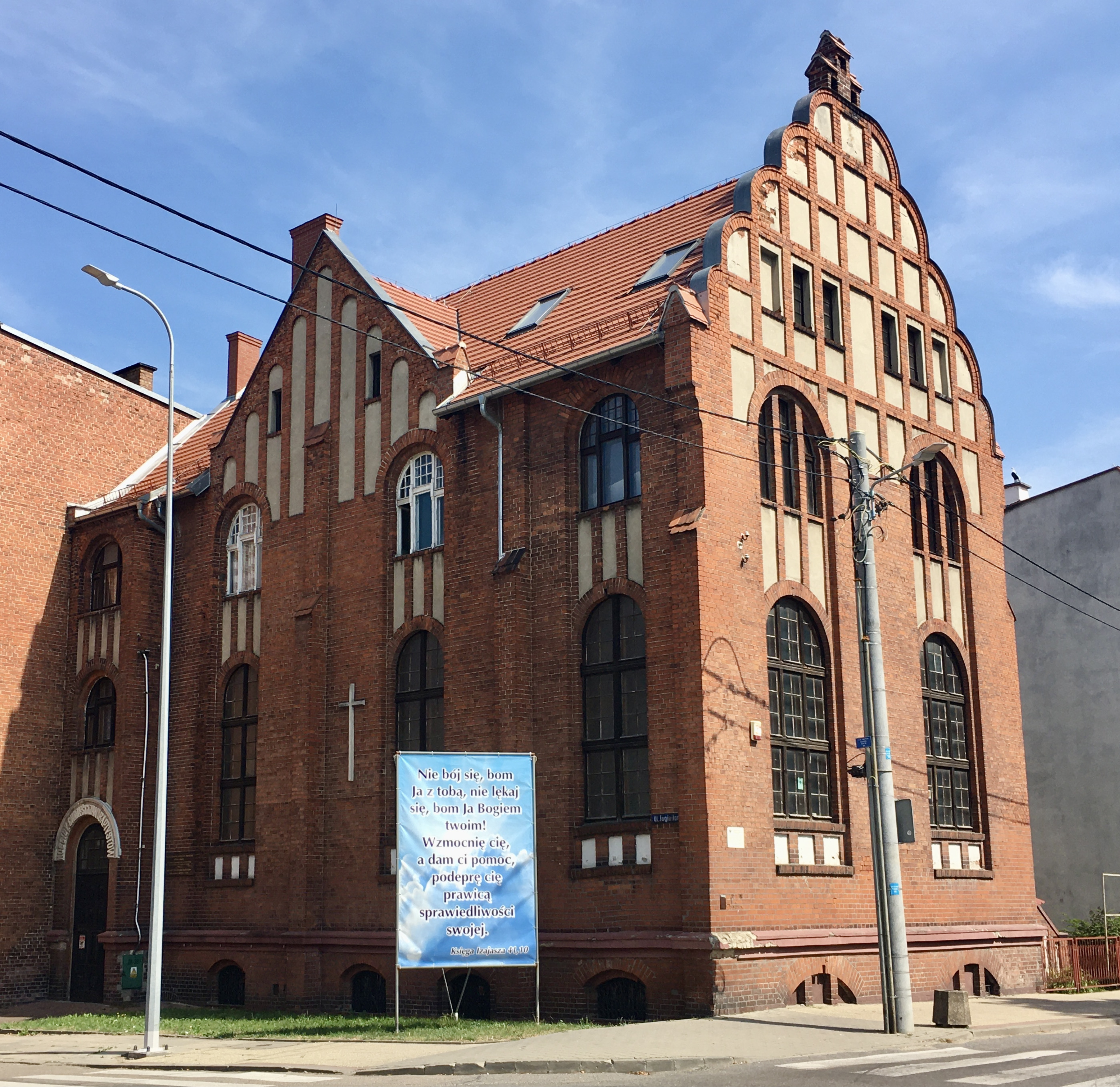
Kościół Chrześcijan Baptystów

Na terenie miasta działalność religijną prowadzą następujące kościoły i związki wyznaniowe:
- Buddyzm:
  - Buddyjski Związek Diamentowej Drogi Linii Karma Kagyu:
    - ośrodek w Malborku[66]
- Kościoły ewangeliczne:
  - Armia Zbawienia:
    - placówka w Malborku[67]

  - Kościół Boży w Chrystusie:
    - zbór „Syloe”[68]

  - Kościół Chrześcijan Baptystów:
    - zbór w Malborku[69]

  - Kościół Zielonoświątkowy:
    - zbór „Przyjazny Kościół”[70]
- Kościoły katolickie:
  - Kościół rzymskokatolicki:
    - parafia Błogosławionych 108 Męczenników Polskich[71]
    - parafia św. Jana Chrzciciela[71]
    - parafia św. Józefa[71]
    - parafia św. Urszuli Ledóchowskiej[71]
    - parafia Matki Bożej Nieustającej Pomocy[71]
    - parafia Miłosierdzia Bożego[71]
    - parafia Zesłania Ducha Świętego[71]
- Restoracjonizm:
  - Świadkowie Jehowy:
    - Zbory: Malbork–Kałdowo, Malbork–Piaski, Malbork–Południe, Malbork–Wielbark: Sala Królestwa; Sala Zgromadzeń[72][73].

## Zasłużeni dla Miasta Malborka
- 2001 – Jan Stawicki[74]
- 2002 – Wiesław Jedliński[74]
- 2002 – Albin Bober[74]
- 2002 – Ireneusz Skrobisz[75]
- 2004 – Jerzy Fryc[76]
- 2004 – Waldemar Król[77]
- 2004 – Ryszard Węgłowski[78]
- 2005 – Leszek Witkiewicz[79]
- 2005 – Andrzej Nowak[80]
- 2005 – Chór Mieszany „Lutnia”[81]

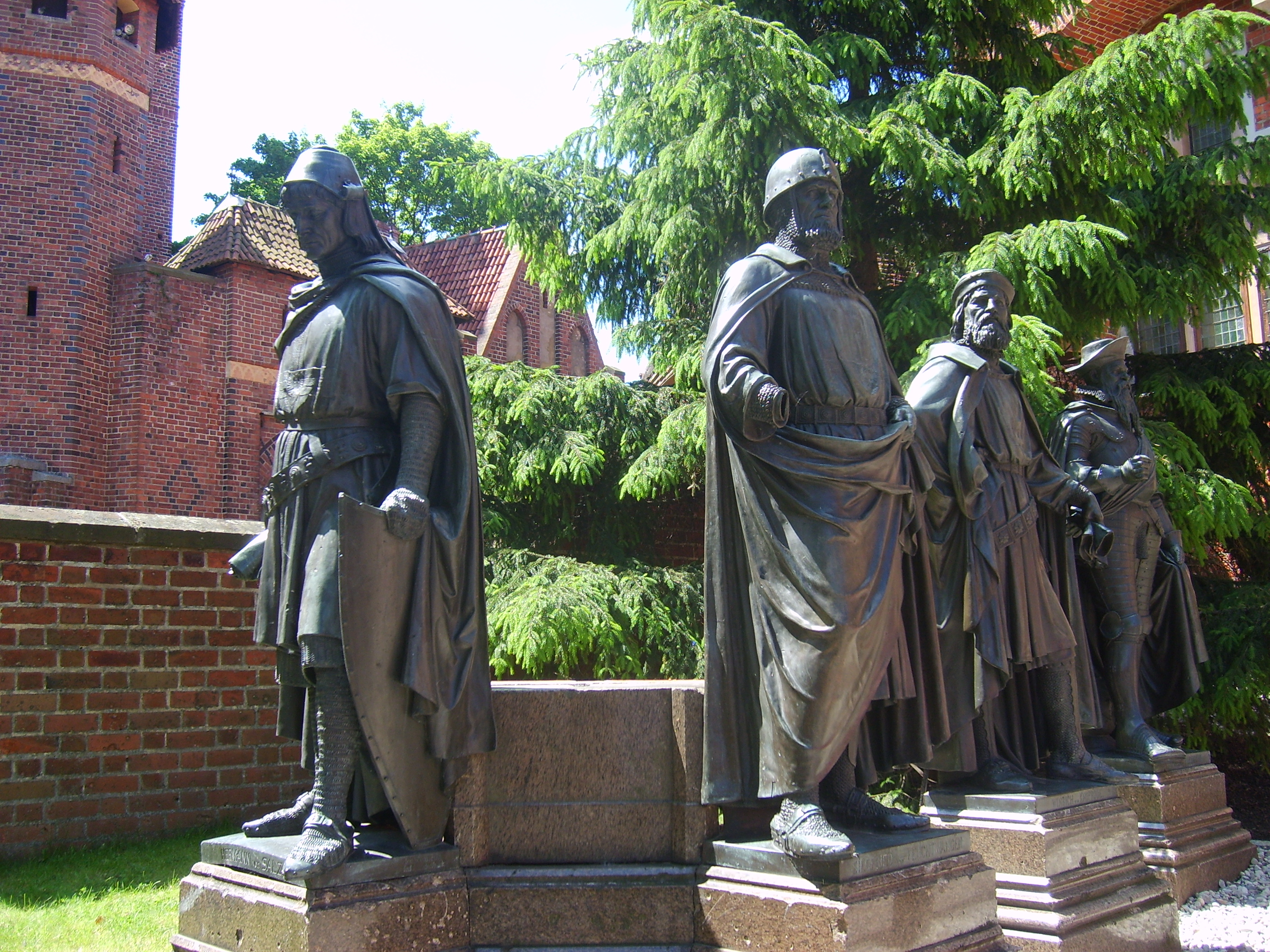
Od lewej: Salza, Feuchtwangen, Kniprode, Hohenzollern

- 2006 – ks. Prałat Jan Żołnierkiewicz[82]
- 2006 – Tadeusz Woźny[83]
- 2006 – Bogdan Śliwiński[84]
- 2006 – Zygmunt Bukalski[85]
- 2007 – Władysław Studziński[86]
- 2007 – Jerzy Litwiński[87]
- 2007 – Arkadiusz Binnebesel[88]
- 2008 – ks. Krzysztof Miś[89]
- 2008 – Anna Zegarek[90]
- 2008 – Mariusz Mierzwiński[91]
- 2009 – Marek Kwaterski[92]
- 2009 – Jerzy Ruszkowski[93]
- 2010 – Kazimiera Pliszka[74]
- 2010 – Jerzy Kremp[74]
- 2011 – Danuta Żądłowska[74]
- 2011 – Jacek Spychała[74]
- 2012 – Henryk Liszewski[74]
- 2013 – Kazimierz Masalski[74]
- 2015 – Maria Seibert[94][95]
- 2015 – Stowarzyszenie „Reks”[95][96]
- 2016 – Celina Pacanowska[97]
- 2016 – Fundacja Mater Dei[97]
- 2017 – Stanisław Partyka[97]
- 2018 – Anetta Ciok[97]
- 2019 – Hufiec Związku Harcerstwa Polskiego w Malborku[97]
- 2019 – Andrzej Krzemiński[97]

## Honorowi obywatele Miasta Malborka

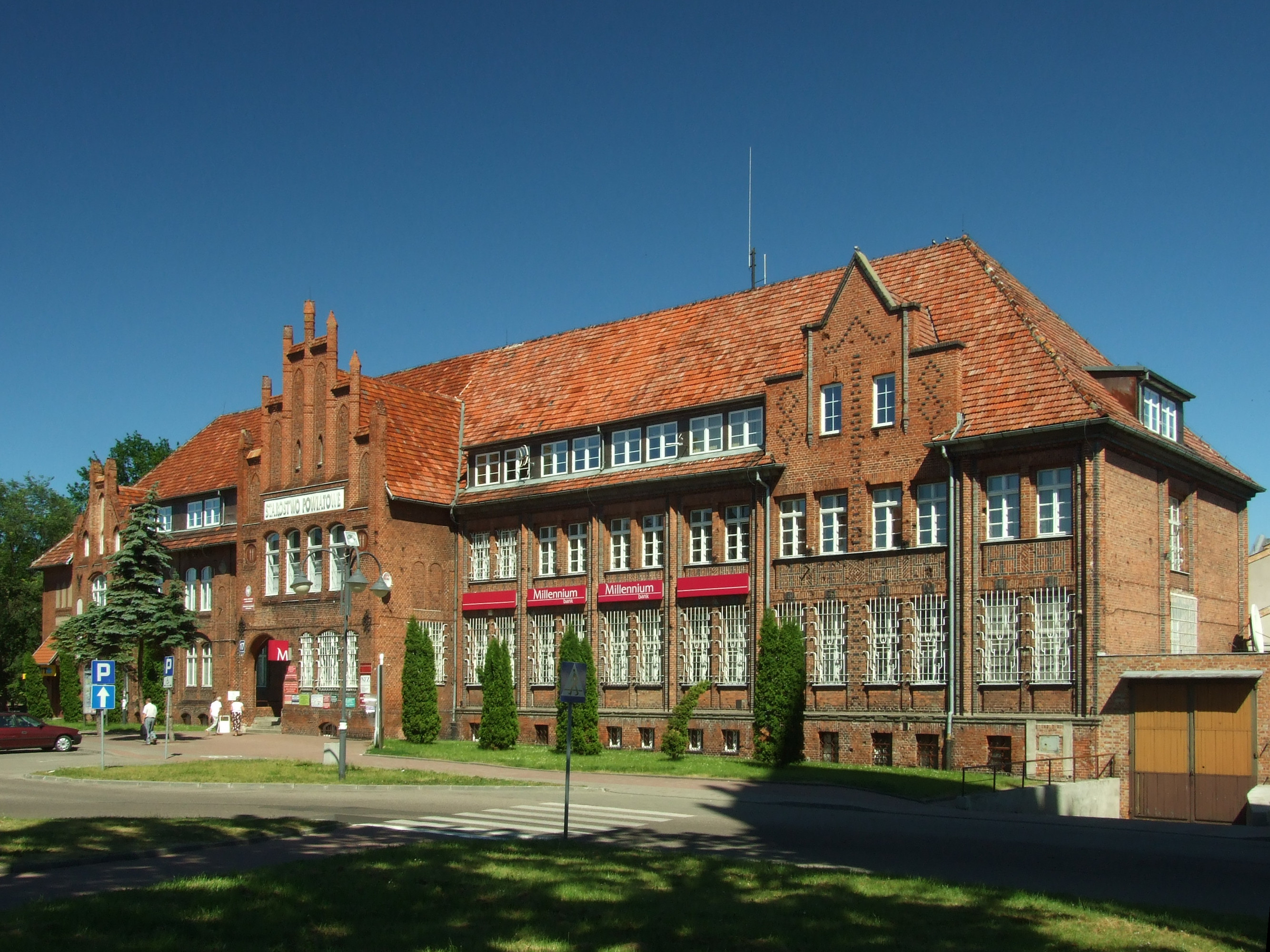
Starostwo Powiatowe

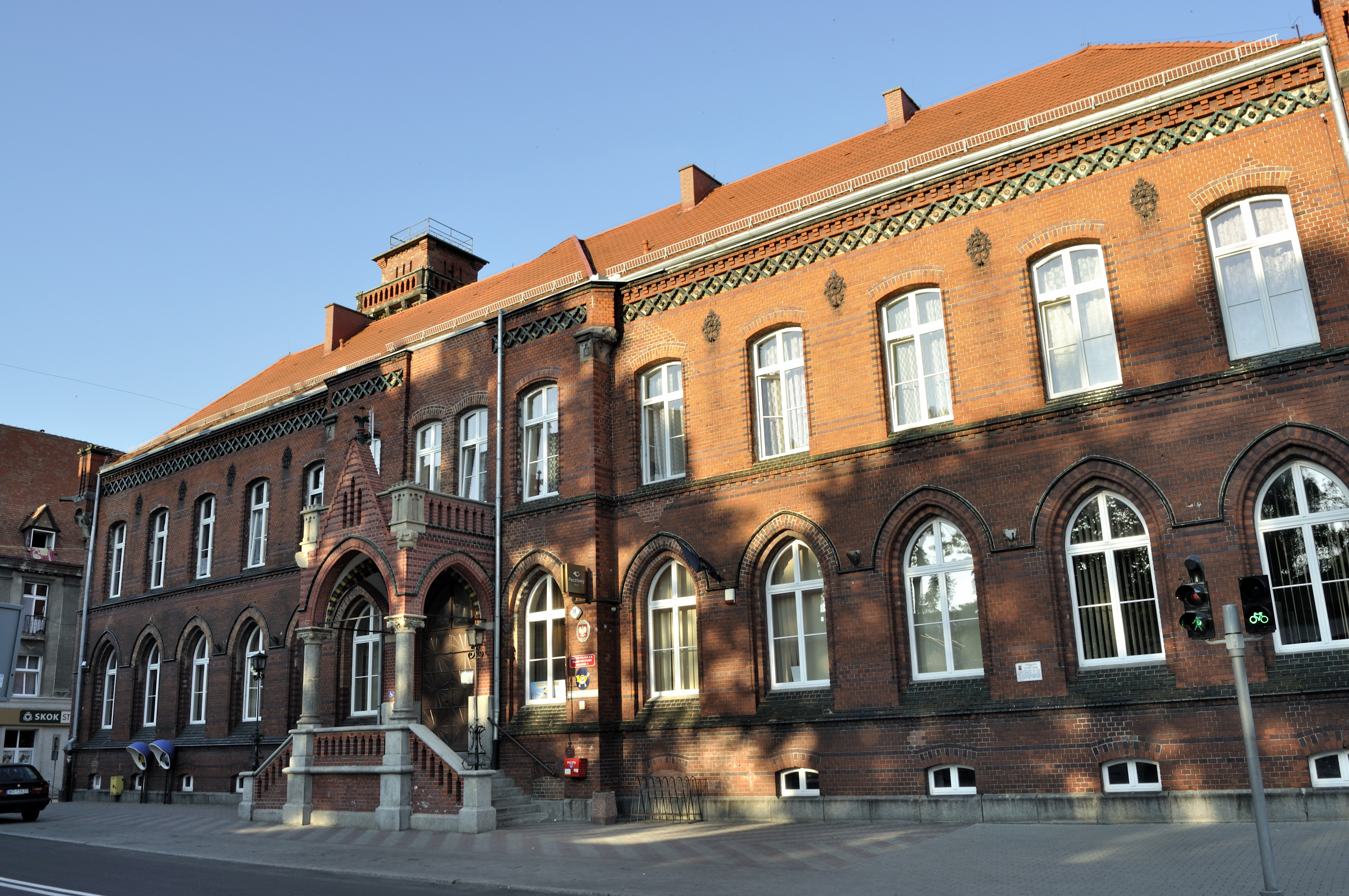
Urząd Pocztowy nr 1

- 1828 – Wilhelm Ludwig Haebler
- Johann Peter Monata
- 1915 – Paul von Hindenburg
- Karl Monath
- Arthur Born
- 1919 – Conrad Steinbrecht
- 1925 – Max Halbe
- 1942 – Bernhard Schmid
- 1944 – Erich Abraham
- 1947 – gen.dyw. Marian Spychalski
- 1994 – Hall Trøan Galaaen
- 1994 – Olav Bergene Holm
- 1996 – Søren Odberg
- 1996 – Marit Buhaug
- 1996 – Erling Hansen
- 1996 – Hermann Schäpers
- 1996 – Anne Lystad
- 1996 – Ingebjärg Christiansen
- 1996 – Lizzi Hansen
- 1996 – Turid Pettersen
- 1996 – Johan Stensrud
- 1997 – Michel Marbot
- 2003 – Michael Leier
- 2004 – Maria Prior-Nowak
- 2006 – dr Chrystian Meyl
- 2008 – Maria Luiza von Sethe
- 2015 – dr Klaus Hemprich
- 2015 – Edwin Eggert
- 2015 – dr Hans Kaltenecker
- 2016 – Lebrecht Forke
- 2018 – Daniel Zimmermann
- 2018 – Wilhelm Hipsag
- 2019 – Horst von Parpart[98]

## Miasta partnerskie
- Nordhorn (Niemcy) (od 1995)
- Troki (Litwa) (od 1997)
- Sölvesborg (Szwecja) (od 1999)
- Margny-lès-Compiègne (Francja) (od 2004)
- Monheim am Rhein (Niemcy) (od 2005)
- Offagna (Włochy) (od 2014)
- Kilkenny (Irlandia) (od 2017)[99]
- Włodzimierz (Ukraina) (od 2022)[100]

## Filmy realizowane w Malborku
- Krzyżacy – film fabularny, rok produkcji i premiery 1960, reżyseria Aleksander Ford.
- Malbork – film dokumentalny, rok produkcji 1962, reżyseria Jan Riesser
- Gniewko, syn rybaka – kostiumowy serial telewizyjny w reż. Bohdana Poręby wyprodukowany w 1969 roku dla Telewizji Polskiej.
- Samochodzik i templariusze – serial telewizyjny, rok produkcji 1971, premiera 1972, reżyseria Hubert Drapella.
- Henryk Monte – film historyczny, rok produkcji 1971, reżyseria Saulus Šaltenis.
- Kopernik – film biograficzny, rok produkcji 1972, premiera 1973, reżyseria Ewa i Czesław Petelscy.
- Znak orła – serial TV, rok produkcji 1977, premiera 1978, reżyseria Hubert Drapella.
- Pan na Żuławach – serial TV, rok produkcji 1982–1984, premiera 1985, reżyseria Sylwester Szyszko.
- Królowa Bona – serial TV, rok produkcji 1980, premiera 1982, reżyseria Janusz Majewski.
- Przyłbice i kaptury – serial TV, rok produkcji 1985, premiera 1986, reżyseria Marek Piestrak.
- Malbork – film dokumentalny, rok produkcji 1987, reżyseria Czesław Duraj, Stanisław Kostrzewa.
- Gdańsk 39 – historyczny serial telewizyjny, rok produkcji 1989, reżyseria Zbigniew Kuźmiński, wyprodukowany przez TVP.
- Król Olch – film wojenny, rok produkcji 1995, reżyseria Volker Schlöndorff.
- Sztos – film sensacyjny, rok produkcji i premiery 1997, reżyseria Olaf Lubaszenko.
- Wiedźmin – film fantasy i serial TV, okres zdjęciowy 2000–2001, premiera: film 2001, serial TV 2002, reżyseria Marek Brodzki.
- Hans Kloss. Stawka większa niż śmierć – film szpiegowski, rok produkcji 2012, reżyseria Patryk Vega.
- Układ zamknięty – thriller, rok produkcji 2013, reżyseria Ryszard Bugajski (fragment filmu kręcony był w Zakładzie Karnym w Malborku).
- Twierdze – serial dokumentalny, rok produkcji 2012, reżyseria Ian Herring, odcinek 5.
- Korona królów – serial historyczny, lata produkcji 2018–2020.

## Znane osoby pochodzące z Malborka
- Grzegorz Lato[101]
- Marcelina Zawadzka[102]
- Agnieszka Cegielska[103]
- Małgorzata Ostrowska[104]
- Katarzyna Rosłaniec[105]